# 前川清の笑顔まんてんタビ好キ
『前川清の笑顔まんてんタビ好キ』（まえかわきよしのえがおまんてんタビズキ）は、九州朝日放送（KBC）とKBC MoooV（旧KBC映像）の共同制作により、九州・沖縄・山口のテレビ朝日系列局で放送されている旅情報番組である。制作局の九州朝日放送では2012年4月8日に放送を開始。

## 概要
九州の観光スポット・グルメなどを紹介し当地の人とふれあう旅情報番組として2012年4月に放送がスタートした。放送ネット局の拡大に伴い、2015年以降は九州以外の地域も訪れるようになる。
九州朝日放送日曜正午枠では長年にわたり九州電力一社提供のドキュメンタリー番組が九州地区のテレビ朝日系列で放送されていたが、九州電力の広告費削減に伴い九州朝日放送や他の九州の民放テレビ局で放送されていた番組のスポンサーを降板、後続番組の『るり色の砂時計』と共に2012年3月末で放送を終了。これに代わる番組として、前述の2つの番組の放送枠を統合して開始されたのが本番組である。
番組開始当初は九州朝日放送のほか、出演者の出身地である長崎文化放送（ncc）、熊本朝日放送（KAB）、大分朝日放送（OAB）の4局ネットでスタートしたが、その後に他の九州・山口・沖縄のテレビ朝日系列局でも次々とネットを開始するようになった。2025年4月現在は九州朝日放送を制作局として九州・山口・沖縄地区のテレビ朝日系7局で同時ネットで放送されているほか、京都府の独立局・KBS京都でも遅れネットで放送されている。また、過去にはBSJapanextで約1年3ヶ月間放送されたほか、BS11でも過去回のセレクト放送が約11ヶ月に亘って実施された。
2012年5月5日から30分版の『ちょっと タビ好キ』が放送開始。こちらは九州・山口・沖縄地区以外の一部テレ朝系列局などでも放送されている（不定期放送含む）。
そして、開始から半年後の2012年10月7日放送分より、タイトルに『前川清の』が加えられ、前川の冠番組となった。制作協力として前川企画（前川清の個人事務所）とワタナベエンターテインメント（えとう窓口の所属事務所）がクレジットされている。
前番組の『るり色の砂時計』、『未来への羅針盤』の視聴率は3%から5%（ビデオリサーチ社調べ、北部九州地区・世帯・リアルタイム。以下省略）で推移していたが、本番組の2014年の年間平均視聴率が11.0%を記録し、前川は視聴率を大きく上昇させ、「前川清は視聴率男」と称された。同年10月21日の初のゴールデン放送も15.0%を記録し時間帯トップを飾った。
2016年4月3日からテレビ朝日系列局の大半では本番組放送時間帯に『ビートたけしのTVタックル』（11:55 - 12:55）が枠移動するが、制作局では同日からも本番組の放送時間に変更はなく、開始以来一貫して同時ネットであった『TVタックル』が当日時差ネットに移行する。ただし、後述の理由で本番組が休止となる場合には、『TVタックル』を臨時で同時ネット（11:55からフルネットもしくは12:00飛び乗り）に切り替えることがある。
同年10月2日は「サンデープレゼント」枠（13:55 - 15:20）に1時間繰り下げ・25分拡大し､『前川清の笑顔まんてんタビ好キ ～南国・沖縄 離島のタビ～』と題して、番組開始から史上初となるテレビ朝日系列フルネット24局ならびに同系列のクロスネット局テレビ宮崎の計25局において、全国ネットで放送された。また、この日の本来の本番組の放送時間は各局ごとに別番組が放送された。
同年12月29日から『前川清の夜もタビ好き』を改編期等に不定期放送している。

## 出演者

### 旅人
原則として、前川清に、えとう・紘毅・侑那のうち1人を加えた計2人体制でタビが行われる。
- 前川清（歌手、長崎県佐世保市出身）
- えとう窓口（Wエンジン、大分県大分市出身）
- 紘毅[注 8]
- 前川侑那[注 9]（2017年4月30日 - ）

### ナレーター
- 奥田智子（フリーアナウンサー、2025年6月までは九州朝日放送アナウンサー）
- 和田侑也（九州朝日放送アナウンサー、ロケ地の紹介役）

### 過去の出演者

#### 情報ナビゲーター
- 佐々木正洋（フリーアナウンサー、福岡県北九州市出身）- 2013年3月まで出演。
- 石井栞（当時九州朝日放送アナウンサー）- 2013年4月から2014年3月まで村仲ともみと週交代で出演。
- 内村麻美（タレント、福岡県出身）- 2013年4月から週交代で出演していた。
- 村仲ともみ（ローカルタレント、熊本県人吉市出身）- 2013年4月から週交代で出演していた。
- 宮本啓丞（九州朝日放送アナウンサー、ロケ地の紹介役）

#### ゲスト出演者（前川・えとうの代役）
- 沢田幸二（元九州朝日放送エグゼクティブアナウンサー）
- 岡本啓
- チャンカワイ（Wエンジン、2012 - 2013年度に複数回・2016年6月12日）
- 北山たけし（2016年5月15日）
- 宮本隆治（2018年4月8日）
- 真田ナオキ（2024年8月18日・25日）
- ピース（ゆーとぴあ、2025年4月20日・27日）
- JP（2025年5月4日）

## テーマソング
オープニング
チェリー - 東京60WATTS（2012年4月8日 - 2020年3月29日）
歩いて行こう - 前川清（2020年4月5日 - ）
挿入曲
春の旅人 - 前川清
哀しみの終りに - 前川清
エンディング
日曜日 - 紘毅（2012年4月8日 - 2022年7月24日）
日曜日2022 - 紘毅（2022年7月31日 - ）

## 訪れた地域

### 2012年（平成24年）
| 2012年   | 2012年   | 2012年                   | 2012年                                            | 2012年    |
| 放送回数 | 放送日   | 訪れた地域               | タイトル                                          | 備考      |
| -------- | -------- | ------------------------ | ------------------------------------------------- | --------- |
| #1       | 4月8日   | 長崎県佐世保市           | 長崎県佐世保市                                    |           |
| #2       | 4月15日  | 福岡県筑紫野市・太宰府市 | 福岡県 二日市・太宰府周辺                         |           |
| #3       | 4月22日  | 大分県大分市             | 劇的！エトー家アフター                            |           |
| #4       | 4月29日  | 大分県別府市             | 超穴場！美肌の湯・じく○さん                       |           |
| #5       | 5月6日   | 福岡県福岡市博多区       | 博多に鎮座する 日本一の!?                         |           |
| #6       | 5月20日  | 福岡県福岡市西区         | たった4人のアパッチ野球軍                         |           |
| #7       | 5月27日  | 佐賀県唐津市             | 加部島杉村・笑顔の黄色いハンカチ                  |           |
| #8       | 6月3日   | 福岡県糸島市             | 糸島・二丈町のまんてん笑顔                        |           |
| #9       | 6月10日  | 長崎県長崎市             | 明治ロマン漂う 中華料亭とは？                     |           |
| #10      | 6月17日  | 長崎県長崎市             | 長崎市牧島の満点笑顔                              |           |
| #11      | 6月24日  | 佐賀県嬉野市             | 佐賀県うれし〜のまんてん笑顔                      |           |
| #12      | 7月1日   | 福岡県北九州市門司区     | 福岡・門司港のまんてん笑顔                        |           |
| #13      | 7月8日   | 山口県下関市             | 山口県 下関市のまんてん笑顔                       |           |
| #14      | 7月15日  | 大分県臼杵市             | 大分県臼杵市のまんてん笑顔                        |           |
| #15      | 7月22日  | 大分県玖珠町             | 大分県玖珠町のまんてん笑顔                        |           |
| #16      | 7月29日  | 福岡県福津市             | 福岡県福津市のまんてん笑顔                        | [ 注 10 ] |
| #17      | 8月5日   | 福岡県朝倉市             | 福岡県朝倉市のまんてん笑顔                        | [ 注 11 ] |
| #18      | 8月12日  | 大分県日田市             | 大分県日田市 カランコロン 親子がつなぐ 歴史の足音 |           |
| #19      | 8月19日  | 長崎県壱岐市             | 長崎県壱岐市・勝本の元気印を求めて…               |           |
| #20      | 8月26日  | 長崎県壱岐市             | 長崎県壱岐市のまんてん笑顔                        | [ 注 11 ] |
| #21      | 9月2日   | 福岡県篠栗町             | 福岡県篠栗町のまんてん笑顔                        |           |
| #22      | 9月9日   | 福岡県八女市             | 福岡県星野村をまんてん笑顔に                      | [ 注 12 ] |
| #23      | 9月16日  | 鹿児島県鹿児島市         | 鹿児島・桜島で女性だけの○元を探して…              |           |
| #24      | 9月23日  | 熊本県阿蘇郡             | えとう絶唱！太陽に向かう 黄色いじゅうたん         |           |
| #25      | 9月30日  | 福岡県大川市             | 福岡県大川市のまんてん笑顔                        |           |
| #26      | 10月7日  | 佐賀県唐津市             | 還暦サーファーが打つ 滝のそばのソバ!!             | [ 注 13 ] |
| #27      | 10月14日 | 長崎県諫早市             | 金を生んだ長崎県諫早市の栄光の架橋                |           |
| #28      | 10月21日 | 大分県杵築市             | 巻き舌神父は料理の達人(1)                         |           |
| #29      | 10月28日 | 大分県杵築市             | 巻き舌神父は料理の達人(2)                         |           |
| #30      | 11月4日  | 熊本県南小国町           | 大爆笑！まえからひろし                            |           |
| #31      | 11月11日 | 福岡県うきは市           | 熱い親子が叩くキレやすい○○とは？                  |           |
| #32      | 11月25日 | 佐賀県佐賀市             | 佐賀市旧富士町のまんてん笑顔                      |           |
| #33      | 12月2日  | 福岡県北九州市戸畑区     | 爆発的に美味しい懐かしのお菓子とは？              |           |
| #34      | 12月9日  | 長崎県雲仙市             | ピープル                                          |           |
| #35      | 12月16日 | 佐賀県鹿島市             | 板金マイスターは伝説の鬼教官！？                  |           |
| #36      | 12月23日 | タビ好キ 2012傑作選      | タビ好キ 2012傑作選                               |           |

### 2013年（平成25年）
| 2013年   | 2013年   | 2013年                       | 2013年                                                     | 2013年    |
| 放送回数 | 放送日   | 訪れた地域                   | タイトル                                                   | 備考      |
| -------- | -------- | ---------------------------- | ---------------------------------------------------------- | --------- |
| #37      | 1月3日   | 沖縄県国頭郡・那覇市・南城市 | 新春スペシャル「備瀬のパワースポット ワルミで初詣」        | [ 注 14 ] |
| #38      | 1月6日   | 福岡県宗像市                 | 福岡県宗像市の正月料理「ノウサバ」とは？                   | [ 注 15 ] |
| #39      | 1月13日  | 福岡県朝倉市                 | 福岡県朝倉市秋月 スイーツ男子は戦国武将!?                  |           |
| #40      | 1月20日  | 福岡県福岡市東区             | 寒っ！この時季に？タビ好キだからこそ冬の志賀島             |           |
| #41      | 1月27日  | 熊本県山鹿市                 | 熊本・山鹿市のまんてん笑顔                                 | [ 注 11 ] |
| #42      | 2月3日   | 佐賀県伊万里市               | 佐賀県伊万里市 高菜はやっぱりサラダ…かな。                 |           |
| #43      | 2月10日  | 長崎県平戸市                 | 宝亀の同窓生 主演女優賞 洋子さん                           |           |
| #44      | 2月17日  | 大分県日田市                 | 恐怖の罰ゲーム                                             |           |
| #45      | 2月24日  | 福岡県北九州市小倉南区       | 北九州市小倉南区で春の香りを求めて…                        |           |
| #46      | 3月3日   | 福岡県行橋市                 | 庭 神社 前川清ヒットパレード                               | [ 注 11 ] |
| #47      | 3月10日  | 大分県中津市                 | ダンゴ汁 フラメンコ メンコ かんしゃく玉 あぁ疲れた         |           |
| #48      | 3月17日  | 長崎県松浦市                 | ビックリ！アラナイン!?そしてアラ…                          |           |
| #49      | 3月24日  | 佐賀県神埼市                 | 40年間皆勤賞も？ 長寿集う“いこいの湯”                      |           |
| #50      | 3月31日  | 福岡県福岡市西区             | 3年で復興した奇跡の島 その源は一体？                       | [ 注 16 ] |
| #51      | 4月7日   | 福岡県柳川市                 | 新たな門出を速攻スケッチ                                   |           |
| #52      | 4月14日  | 大分県竹田市                 | 春らんまんの花の宴                                         |           |
| #53      | 4月21日  | 沖縄県糸満市                 | 沖縄県奥武島 故郷を飾る虹色ガラス                          |           |
| #54      | 4月28日  | 沖縄県南城市                 | 沖縄県奥武島 故郷を飾る虹色ガラス（2）                     | [ 注 15 ] |
| #55      | 5月5日   | 熊本県阿蘇市                 | 水出し珈琲・写真・五月五日・皆いい人                       |           |
| #56      | 5月12日  | 山口県山口市                 | 初めて乗った電気カー                                       |           |
| #57      | 5月19日  | 沖縄県那覇市                 | 裏那覇                                                     |           |
| #58      | 5月26日  | 鹿児島県指宿市               | 日本一○○の温泉                                             |           |
| #59      | 6月2日   | 山口県山口市                 | 港町ぶらり                                                 |           |
| #60      | 6月9日   | 鹿児島県南九州市             | 鹿児島・知覧町 ♪夏も近づく…♪                               |           |
| #61      | 6月16日  | 沖縄県南城市                 | 沖縄県南城市 南城の熱気に前川が○○                          |           |
| #62      | 6月23日  | 福岡県那珂川町               | 福岡・那珂川町 移住者続々!? その魅力とは                   | [ 注 11 ] |
| #63      | 6月30日  | 2013年上半期総集編スペシャル | 2013年上半期総集編スペシャル                               |           |
| #64      | 7月7日   | 長崎県西海市・佐世保市       | 長崎県西海市 40年ぶりの記念樹に再会                        |           |
| #65      | 7月14日  | 福岡県小郡市                 | 福岡県・小郡市 夏の風物詩と言えば…                         | [ 注 11 ] |
| #66      | 7月21日  | 佐賀県小城市                 | 亀・かめ・カメ                                             |           |
| #67      | 7月28日  | 福岡県宮若市                 | 福岡・宮若市 珍!?スポット 脇田温泉                         |           |
| #68      | 8月4日   | 熊本県和水町                 | 熊本・和水町 時代劇を足元から支える町                      |           |
| #69      | 8月11日  | 大分県由布市                 | 大分・湯布院町 梅干しだらけのタビ                          |           |
| #70      | 8月18日  | 鹿児島県徳之島町             | 子宝！長寿！鹿児島県 徳之島 島人（しまんちゅ）の宝を探せ！ | [ 注 12 ] |
| #71      | 8月25日  | 鹿児島県天城町               | 子宝！長寿！鹿児島県 徳之島 島人の宝を探せ！（後編）       | [ 注 12 ] |
| #72      | 9月1日   | 熊本県天草市                 | 熊本・天草市 現代の寺子屋？                                |           |
| #73      | 9月8日   | 長崎県島原市                 | 長崎・島原市 “おいしい水”めぐりのタビ                      |           |
| #74      | 9月15日  | 山口県宇部市                 | 山口・宇部市 親子で奏でる琴のしらべ                        |           |
| #75      | 9月22日  | 福岡県北九州市若松区         | 100年続いたシブすぎる銭湯                                  |           |
| #76      | 9月29日  | 福岡県久留米市               | 老いてなお青春!!お達者が集う町                             |           |
| #77      | 10月6日  | 熊本県熊本市中央区           | 熊本市中央区 放送開始記念のタビ                            |           |
| #78      | 10月13日 | 福岡県宇美町                 | 福岡・宇美町 伝統の神楽を守る百三歳                        |           |
| #79      | 10月20日 | 長崎県五島市                 | 鬼の眺めは絶景かな                                         |           |
| #80      | 10月27日 | 長崎県五島市                 | 長崎・五島市 富江町スイマセンでした                        |           |
| #81      | 11月10日 | 佐賀県武雄市                 | 佐賀県武雄市 がばい人々                                    | [ 注 15 ] |
| #82      | 11月24日 | 福岡県大野城市               | 福岡・大野城市 円な心                                      |           |
| #83      | 12月1日  | 福岡県北九州市八幡西区       | 若くて強い女性たち                                         | [ 注 17 ] |
| #84      | 12月8日  | 福岡県筑後市                 | 福岡・筑後市 奇祭 きせる祭り                               | [ 注 11 ] |
| #85      | 12月15日 | 大分県九重町                 | 大分・九重町 秋の景色に Fall in love                       |           |
| #86      | 12月22日 | 大分県佐伯市                 | 佐伯の殿様 浦でもつ！                                      |           |
| #87      | 12月29日 | 2013年下半期総集編スペシャル | 2013年下半期総集編スペシャル                               |           |

### 2014年（平成26年）
| 2014年            | 2014年   | 2014年                 | 2014年                                                     | 2014年    |
| 放送回数          | 放送日   | 訪れた地域             | タイトル                                                   | 備考      |
| ----------------- | -------- | ---------------------- | ---------------------------------------------------------- | --------- |
| #88               | 1月3日   | 鹿児島県屋久島町       | 新春スペシャル 人間復活の島!! 鹿児島・屋久島               | [ 注 18 ] |
| #89               | 1月12日  | 長崎県長崎市           | 昭和の名残 路地裏めぐり                                    |           |
| #90               | 1月19日  | 山口県防府市           | 幸せが増す商店街                                           |           |
| #91               | 1月26日  | 福岡県北九州市八幡東区 | 北九州・八幡東区 豪脚たちが暮らす街                        |           |
| #92               | 2月2日   | 福岡県古賀市           | ハッハッハ ダメダメ！ 福岡県古賀市                         | [ 注 11 ] |
| #93               | 2月9日   | 佐賀県基山町           | 通り過ぎたらもったいない!!佐賀・基山町                     |           |
| #94               | 2月16日  | 沖縄県粟国島           | いちゃりばちょーでー なタビ 沖縄県粟国島                   |           |
| #95               | 2月23日  | 熊本県菊池市           | 菊池のみなさん こんにちは                                  |           |
| #96               | 3月2日   | 福岡県福智町           | 人と街との絆 福岡・福智町                                  |           |
| #97               | 3月9日   | 沖縄県沖縄市           | 多国籍文化の入り混じる町 沖縄市・コザ                      |           |
| #98               | 3月16日  | 沖縄県沖縄市           | 多国籍文化の入り混じる町 沖縄市・コザ（後編）              |           |
| #99               | 3月23日  | 福岡県新宮町           | キャッと驚く福岡・相島                                     | [ 注 11 ] |
| #100              | 3月30日  | 宮崎県宮崎市           | 青春の手作りD51 宮崎市田野町                               | [ 注 19 ] |
| #101              | 4月6日   | 福岡県八女市           | 仙人様は国際的な芸術家 福岡県八女市黒木町                  |           |
| #102              | 4月13日  | 宮崎県宮崎市           | アウェーのタビ 第２弾 宮崎市高岡町                         |           |
| #103              | 4月20日  | 福岡県北九州市小倉北区 | 黄金色の昭和ロード 北九州市小倉北区                        | [ 注 11 ] |
| #104              | 4月27日  | 沖縄県豊見城市         | シーラ喰ったどー 沖縄県豊見城市                            |           |
| #105              | 5月4日   | 鹿児島県屋久島町       | 人間復活の島！屋久島                                       | [ 注 20 ] |
| #106              | 5月11日  | 福岡県福岡市西区       | 人生 福岡市西区今津                                        |           |
| #107              | 5月18日  | 長崎県大村市           | なまこ踊り食い 長崎県大村市                                |           |
| #108              | 5月25日  | 佐賀県有田町           | おらすですか 佐賀県 有田町                                 | [ 注 11 ] |
| #109              | 6月1日   | 福岡県久山町           | えとう君に隠し子が…！！ 福岡県糟屋郡久山町                 |           |
| #110              | 6月8日   | 熊本県熊本市中央区     | ♪あんたがたどこさ〜せんばさ がここさ!!                     |           |
| #111              | 6月15日  | 大分県宇佐市           | 恋したお店 大分県宇佐市                                    |           |
| #112              | 6月22日  | 熊本県八代市           | 田舎で癒やしタビ 熊本県八代市                              |           |
| #113              | 6月29日  | 2014年上半期総集編     | 2014年上半期総集編                                         |           |
| #114              | 7月6日   | 福岡県東峰村           | 「カントリーロード」 福岡県 東峰村                         |           |
| #115              | 7月13日  | 山口県山陽小野田市     | 新しいアサが来た 山口県山陽小野田市厚狭地区                |           |
| #116              | 7月20日  | 福岡県水巻町           | 「縁あって…」 福岡県水巻町                                 |           |
| #117              | 7月27日  | 佐賀県多久市           | 吸いつく養殖所 佐賀県多久市                                |           |
| #118              | 8月10日  | 鹿児島県霧島市         | ミゴデ ケシッ ジャッドナー 鹿児島県霧島市                  |           |
| #119              | 8月17日  | 熊本県玉名市           | 「天大（そらデカッ！）」 熊本県玉名市小天                  |           |
| #120              | 8月24日  | 福岡県糸島市           | 「おいなりさん」 福岡県糸島市二丈深江                      |           |
| #121              | 8月31日  | 沖縄県多良間村         | ノスタルジーＪＡＰＡＮ 沖縄県 多良間島                     |           |
| #122              | 9月7日   | 沖縄県宮古島市         | んみゃーち！美ぎ島（いらっしゃい！美しい島へ）沖縄県宮古島 |           |
| #123              | 9月14日  | 長崎県時津町           | 「ピンポン祭り」 長崎県時津町                              |           |
| #124              | 9月21日  | 佐賀県鳥栖市           | 「人生のジャンクション」 佐賀県鳥栖市                      |           |
| #125              | 10月5日  | 福岡県北九州市小倉南区 | 「お尻ふりふり」 北九州市小倉南区井手浦                    |           |
| #126              | 10月12日 | 福岡県久留米市         | 「マジでコイする５秒前」 久留米市安武町                    |           |
| #127              | 10月19日 | 大分県日田市           | 「秋深き 隣の農家は 大忙し！」                             | [ 注 11 ] |
| #ゴールデン増刊号 | 10月21日 | 福岡県福岡市博多区     | ゴールデン増刊号 笑顔とふれあいの祭典                      | [ 注 21 ] |
| #128              | 10月26日 | 福岡県福岡市早良区     | 「住宅街の猿」福岡市早良区藤崎                             |           |
| #129              | 11月9日  | 熊本県宇土市           | 「ウトウトしちゃいられない」熊本県宇土市                   |           |
| #130              | 11月23日 | 鹿児島県鹿児島市       | 「両隣が近すぎる町」 鹿児島県三和町                        |           |
| #131              | 11月30日 | 福岡県福津市           | 「明日からもう師走」福岡県福津市宮司                       | [ 注 11 ] |
| #132              | 12月14日 | 大分県大分市           | 「古い戸がつづく町」 大分市戸次（へつぎ）本町              |           |
| #133              | 12月21日 | 福岡県直方市           | 「今年を漢字１文字にすると」 福岡県直方市                  |           |
| #134              | 12月28日 | 2014年下半期総集編     | 2014年下半期総集編                                         |           |

### 2015年（平成27年）
| 2015年   | 2015年   | 2015年                 | 2015年                                                      | 2015年    |
| 放送回数 | 放送日   | 訪れた地域             | タイトル                                                    | 備考      |
| -------- | -------- | ---------------------- | ----------------------------------------------------------- | --------- |
| #135     | 1月3日   | 沖縄県石垣市&竹富島    | タビ好キ in 石垣＆竹富 新春スペシャル                       | [ 注 22 ] |
| #136     | 1月11日  | 長崎県長崎市           | どこに行こうか長崎市思案橋周辺                              |           |
| #137     | 1月18日  | 熊本県南関町           | 「ナンカン突破!!」 熊本県南関町                             |           |
| #138     | 1月25日  | 福岡県筑後市           | 「筑後市船小屋 命の水」 福岡県筑後市船小屋                  |           |
| #139     | 2月1日   | 福岡県田川市           | 「運頼みのタビ」 福岡県田川市                               |           |
| #140     | 2月8日   | 山口県長門市           | 「願いが叶う？温泉場」 山口県長門市湯本                     |           |
| #141     | 2月15日  | 大分県佐伯市           | 「ひょっこりひょうたん大入島」 大分県佐伯市大入島           |           |
| #142     | 2月22日  | 福岡県福岡市東区       | 「古の香りと新たな香り」 福岡市東区香椎                     |           |
| #143     | 3月1日   | 佐賀県白石町           | 先を見通す穴 佐賀県白石町                                   |           |
| #144     | 3月15日  | 長崎県東彼杵町         | 外は寒いけど あったかいんだからぁ 長崎県東彼杵町            |           |
| #145     | 3月22日  | 佐賀県唐津市           | 「♪桜はまだかいな」佐賀県唐津市                             |           |
| #146     | 3月29日  | 福岡県福岡市南区       | 「プロレス対うなぎ」 福岡市南区井尻                         |           |
| #147     | 4月5日   | 宮崎県綾町             | 「星水花空」宮崎県綾町                                      |           |
| #148     | 4月12日  | 宮崎県日向市           | 「キヨ！お父さん」宮崎県日向市細島                          |           |
| #149     | 4月19日  | 熊本県荒尾市           | 「石橋と桜と鯉」 熊本県荒尾市上井手                         |           |
| #150     | 4月26日  | 兵庫県神戸市中央区     | 「祝150回 そして」兵庫県神戸市                              | [ 注 23 ] |
| #151     | 5月3日   | 兵庫県淡路市           | 「がいな ええで〜」兵庫県淡路市                             | [ 注 24 ] |
| #152     | 5月10日  | 福岡県小郡市           | 「春がキタ〜！ピンポン祭り第２弾」 福岡県小郡市             |           |
| #153     | 5月17日  | 大分県姫島村           | 「えとうが行きたい島」 大分県姫島村                         |           |
| #154     | 5月24日  | 大分県日出町           | 「城下の華麗な人々」大分県日出町                            |           |
| #155     | 5月31日  | 福岡県岡垣町           | 「帰りたくなる町」福岡県岡垣町                              |           |
| #156     | 6月7日   | 山口県岩国市           | 「なんでもない事を 楽しむタビ」山口県岩国市                 |           |
| #157     | 6月21日  | 佐賀県佐賀市           | 「幕末維新の志士の町」 佐賀市日新地区                       |           |
| #158     | 6月28日  | 2015年上半期総集編     | 2015年上半期総集編                                          |           |
| #159     | 7月5日   | 福岡県筑前町           | 「願いはなんぞや？」 福岡県筑前町                           |           |
| #160     | 7月12日  | 熊本県玉名市           | 「ネタは尽きた 七郎さん頼み」熊本県玉名市月田               |           |
| #161     | 7月19日  | 熊本県水俣市           | 「下に〜下に！」熊本県水俣市月浦                            |           |
| #162     | 7月26日  | 山口県周南市           | 「柔軟な周南のタビ」山口県周南市                            |           |
| #163     | 8月2日   | 佐賀県武雄市           | 「フッサフサになれる！…かも？」佐賀県武雄市山内町           |           |
| #164     | 8月9日   | 長崎県波佐見町         | 「切っても切れない伝統の絆」長崎県東彼杵郡波佐見町          |           |
| #165     | 8月16日  | 大分県中津市           | 「素敵な出会いを奇岩に祈願」大分県裏耶馬渓                  |           |
| #166     | 8月23日  | 福岡県みやま市         | 「夕涼み 肩寄せて 宵祭り」福岡県瀬高町                      |           |
| #167     | 8月30日  | 長崎県平戸市           | 「たった5世帯の島」長崎県平戸市高島                         |           |
| #168     | 9月6日   | 福岡県北九州市八幡東区 | 「前は川だった」北九州市八幡東区河内                        |           |
| #169     | 9月13日  | 長崎県平戸市           | 「アゴが出たぞ〜！」長崎県平戸市生月島                      |           |
| #170     | 9月20日  | 山口県下関市           | 「熱い夏にホレてまうやろ!!」山口県下関市吉母                |           |
| #171     | 9月27日  | 福岡県志免町           | 「重要文化財が見下ろす町」福岡県志免町                      |           |
| #172     | 10月4日  | 福岡県福岡市早良区     | 「引き寄せられる ふるさと」福岡市早良区飯場                 |           |
| #173     | 10月11日 | 愛知県名古屋市         | 「火事はおそぎゃ〜！」名古屋市西区四間道                    |           |
| #174     | 10月18日 | 沖縄県那覇市           | スージーグヮーのタビ 沖縄県那覇市牧志、松尾、壺屋           |           |
| #175     | 10月25日 | 沖縄県大宜味村         | ご長寿天国 沖縄県大宜味村字田港、喜如嘉、津波、ぶながや通り |           |
| #176     | 11月8日  | 愛知県犬山市           | ワンダフル・ジャーニー 愛知県犬山市                         |           |
| #177     | 11月15日 | 長崎県佐世保市         | 九十九島に浮かぶタツノオトシゴ 長崎県佐世保市高島           |           |
| #178     | 11月22日 | 佐賀県有田町           | 愛を伝える日 佐賀県有田町                                   |           |
| #179     | 11月29日 | 福岡県豊前市           | 遠くの北九州より近くの中津市 福岡県豊前市                   |           |
| #180     | 12月13日 | 大分県別府市           | 「温泉とは別の魅力」大分県別府市                            |           |
| #181     | 12月20日 | 鹿児島県日置市         | コケケ 美山 鹿児島県日置市美山                              |           |
| #182     | 12月27日 | 2015年下半期総集編     | 2015年下半期総集編                                          |           |

### 2016年（平成28年）
| 2016年     | 2016年   | 2016年                 | 2016年                                                           | 2016年    |
| 放送回数   | 放送日   | 訪れた地域             | タイトル                                                         | 備考      |
| ---------- | -------- | ---------------------- | ---------------------------------------------------------------- | --------- |
| #183       | 1月3日   | 京都府                 | 「観光客がいない!ロージのタビ」新春スペシャルin京都              | [ 注 25 ] |
| #184       | 1月10日  | 熊本県宇城市           | 「不知火の女がいる港町」 熊本県宇城市不知火町                    |           |
| #185       | 1月17日  | 山口県長門市           | 「青海島は自然美術館」 山口県長門市青海島                        |           |
| #186       | 1月24日  | 佐賀県佐賀市           | 「ABS820」佐賀市呉服元町                                         |           |
| #187       | 1月31日  | 福岡県香春町           | 「元日ですが…前川です」福岡県香春町                              |           |
| #188       | 2月7日   | 長崎県佐々町           | 「ささやかな幸を探すタビ」長崎県佐々町                           |           |
| #189       | 2月14日  | 大分県津久見市         | 「イカす！みかん天国」大分県津久見市                             |           |
| #190       | 2月21日  | 福岡県うきは市         | 「シャワー集落」福岡県うきは市浮羽町                             |           |
| #191       | 2月28日  | 福岡県芦屋町           | 「遠賀川で隔てられた町」福岡県遠賀郡芦屋町                       |           |
| #192       | 3月6日   | 福岡県福岡市東区       | 「あれから3年… そして再会」福岡県志賀島                          |           |
| #193       | 3月20日  | 熊本県人吉市           | 「人良し、雛良し、引きも良し」熊本県人吉市                       |           |
| #194       | 3月27日  | 福岡県福岡市西区       | 「歴史の風情に包まれた町」西区姪浜                               |           |
| #195       | 4月3日   | 佐賀県唐津市           | 「あの伝説が生まれた！涙、涙、涙の果てに」佐賀県唐津市厳木町     |           |
| #196       | 4月10日  | 鹿児島県姶良市         | 「春の旅人のススメ」鹿児島県姶良市加治木町                       |           |
| #197       | 4月17日  | 山口県美祢市           | 「おせっかいの多い町？」山口県美祢市                             |           |
| #198       | 4月24日  | 福岡県糸島市           | 「多くの神に守られる町」福岡県糸島市二丈                         |           |
| #199       | 5月1日   | 佐賀県伊万里市         | 「GW!ですが…のんびりタビ」佐賀県伊万里市松浦町                   |           |
| #200       | 5月8日   | 長崎県佐世保市         | 「祝！200回 ジーザス！クルス島」長崎県佐世保市黒島               |           |
| #201       | 5月15日  | 福岡県柳川市           | 「新！？相棒と 流れ雲♪」福岡県柳川市                             |           |
| #202       | 5月22日  | 福岡県須恵町           | 「宿場町のブラック・ジャックは眼にやさしい!?」福岡県糟屋郡須恵町 |           |
| #203       | 5月29日  | 福岡県福岡市西区       | 「再起する町 ティーンで奮起」福岡市西区周船寺                    |           |
| #204       | 6月5日   | 熊本県甲佐町           | 「熊本一！？ ヨウキな町にラブ」熊本県甲佐町                      |           |
| #205       | 6月12日  | 佐賀県佐賀市           | 「川上峡は 九州の嵐山！？」佐賀市大和町                          |           |
| #206       | 6月19日  | 長崎県佐世保市         | 「ホントにココ？前川清の生誕地」長崎県佐世保市鹿町町             |           |
| #207       | 6月26日  | 2016年 上半期総集編    | 2016年 上半期総集編                                              |           |
| #208       | 7月3日   | 福岡県福岡市博多区     | 「おっしょい」福岡市呉服町                                       |           |
| #209       | 7月10日  | 山口県防府市           | 「消えた！？ポンポコ島」山口県防府市向島                         |           |
| #210       | 7月17日  | 山口県下関市           | 「維新の町でタビも一新？」山口県下関市長府                       |           |
| #211       | 7月24日  | 福岡県北九州市門司区   | 「レトロの街は 生活感満載！？」 北九州市門司区大里               |           |
| #212       | 7月31日  | 福岡県嘉麻市           | 「真夏の嘉麻騒ぎ」 福岡県嘉麻市                                  |           |
| #213       | 8月7日   | 大分県日田市           | 「一子相伝！300年の音色にひたる」 大分県日田市源栄町             |           |
| #214       | 8月14日  | 大分県別府市           | 「再会シリーズ第2弾 巻き舌は健在？」大分県別府市                 |           |
| #215       | 8月21日  | 福岡県北九州市八幡東区 | 「製鉄の町 アーケードで涼みタビ！？」北九州市八幡東区祇園        |           |
| #216       | 8月28日  | 福岡県新宮町           | 「○○○○が日本一！？」福岡県糟屋郡新宮町                           |           |
| #217       | 9月4日   | 佐賀県吉野ヶ里町       | 「古代人も歩いた町」佐賀県吉野ヶ里町                             |           |
| #218       | 9月18日  | 長崎県諫早市           | 「えんちこい 清さん!!」長崎県諫早市飯盛町                        |           |
| #219       | 9月25日  | 福岡県大牟田市         | 「前へならえ！！ 奥の細〜い道」福岡県大牟田市                    | [ 注 11 ] |
| スペシャル | 10月2日  | 沖縄県慶留間島         | 「沖縄・慶留間島 お盆だよ！先祖も家族も全員集合」沖縄県慶留間島  | [ 注 26 ] |
| #220       | 10月9日  | 宮崎県日南市           | 「てげぇ〜てげてげなタビ」宮崎県日南市                           | [ 注 11 ] |
| #221       | 10月16日 | 沖縄県那覇市           | 「迷宮！魔宮？昭和な市場」沖縄県那覇市安里                       |           |
| #222       | 10月23日 | 熊本県玉東町           | 「知られ猿！？魅力を探すタビ」熊本県玉東町                       |           |
| #223       | 10月30日 | 福岡県福岡市博多区     | 「あいまいでも よござっしょ！？」福岡市雑餉隈駅周辺              |           |
| #224       | 11月13日 | 大分県由布市           | 「となりのレトロ一本勝負！」大分県湯平温泉                       |           |
| #225       | 11月20日 | 大分県宇佐市           | 「♪上を向いて 歩こう〜」大分県宇佐市安心院町                     | [ 注 12 ] |
| #226       | 11月27日 | 福岡県久留米市         | 「花の川 はさんで新旧 真っ二つ」福岡県久留米市北野町             |           |
| #227       | 12月11日 | 熊本県芦北町           | 「港町に『ホッ』が膨らむタビ」熊本県芦北町                       |           |
| #228       | 12月18日 | 鹿児島県出水市         | 「シーズン渡来！圧巻の万羽鶴」鹿児島県出水市                     |           |
| #229       | 12月25日 | 2016年下半期総集編     | 2016年下半期総集編                                               |           |

### 2017年（平成29年）
| 2017年   | 2017年   | 2017年                 | 2017年                                                               | 2017年    |
| 放送回数 | 放送日   | 訪れた地域             | タイトル                                                             | 備考      |
| -------- | -------- | ---------------------- | -------------------------------------------------------------------- | --------- |
| #230     | 1月3日   | 長崎県長崎市           | 新春スペシャル「長崎市 野母崎 おせちのスターが勢ぞろい!?」           | [ 注 27 ] |
| #231     | 1月8日   | 山口県下松市           | 「人も船もドックで一息」山口県下松市笠戸島                           |           |
| #232     | 1月15日  | 長崎県西海市           | 「運が良ければ 出会えたり」長崎県西海市西海町                        |           |
| #233     | 1月22日  | 佐賀市川副町           | 「今が旬!? ノリノリな町」佐賀市川副町                                |           |
| #234     | 1月29日  | 福岡県飯塚市           | 「甘さをおさえたタビ」福岡県飯塚市                                   |           |
| #235     | 2月5日   | 福岡県北九州市小倉南区 | 「冬の棚田で 修行のタビ？」北九州市小倉南区 貫                       |           |
| #236     | 2月19日  | 長崎県佐世保市         | 「天空の町に 落人伝説？」長崎県佐世保市平松町                        |           |
| #237     | 2月26日  | 福岡県久留米市         | 「気分はENJOY！たのしまる」                                          |           |
| #238     | 3月5日   | 佐賀県神埼市           | 「幸福が訪れる！？白蛇が住む町」                                     |           |
| #239     | 3月12日  | 沖縄県名護市           | 「サクラサク！城の桜で日本最速の花見」                               |           |
| #240     | 3月19日  | 熊本県熊本市中央区     | 「元気出して歩こ〜かい♪」熊本市子飼商店街                            |           |
| #241     | 3月26日  | 福岡県大木町           | 「めっちゃホリデー」福岡県三潴郡大木町                               |           |
| #242     | 4月2日   | 福岡県新宮町           | 「船出に敬礼」福岡県新宮町相島                                       |           |
| #243     | 4月9日   | 福岡県久留米市         | 「新！番組グッズで わらしべタビ」福岡県久留米市山本町                |           |
| #244     | 4月16日  | 沖縄県うるま市         | 旧正月真っただ中「神の住む島」にちゃ〜びたん！沖縄県うるま市浜比嘉島 |           |
| #245     | 4月23日  | 熊本県嘉島町           | 「熊本県 前川レーダーのタビ」熊本県上益城郡嘉島町 鯰                 |           |
| #246     | 4月30日  | 宮崎県都城市           | 「おやじの背中をみるタビ」宮崎県都城市                               |           |
| #247     | 5月7日   | 鹿児島県薩摩川内市     | 「今ココ」鹿児島県薩摩川内市                                         | [ 注 11 ] |
| #248     | 5月14日  | 大分県中津市           | 「笑顔のタネをまきましょ♪」大分県中津市                              |           |
| #249     | 5月21日  | 福岡県糸島市           | 「あえてソコには触れないタビ」糸島市志摩・船越                       |           |
| #250     | 5月28日  | 福岡県みやこ町         | 「祝250回！清&清六 タビの時間です」福岡県みやこ町                    |           |
| #251     | 6月4日   | 佐賀県大町町           | 「佐賀・大町町 さがなのにさかだらけ」佐賀県大町町                    |           |
| #252     | 6月11日  | 山口県山口市           | 「ホタル舞う西の小京都」山口市一の坂川                               |           |
| #253     | 6月18日  | 山口県岩国市           | 「ふるさと凱旋 サワダデース」山口県岩国市                            | [ 注 12 ] |
| #254     | 6月25日  | 佐賀県玄海町           | 「佐賀で一番◯◯な町]」佐賀県東松浦郡玄海町                            |           |
| #255     | 7月2日   | 福岡県上毛町           | 「輝こうげ(ぜ)！上毛町」福岡県築上郡上毛町                           |           |
| #256     | 7月9日   | 長崎県三川内町         | 「世界を魅了した里は今・・・」長崎県三川内町                         |           |
| #257     | 7月16日  | 大分県国東市           | 「仲良く並ぶ神様仏様」大分県国東市                                   |           |
| #258     | 7月23日  | 福岡県北九州市若松区   | 「フォトジェニック天国」北九州市若松区                               |           |
| #259     | 7月30日  | 佐賀県小城市           | 「清さんキッカケのタビ」佐賀県小城市                                 |           |
| #260     | 8月6日   | 福岡県鞍手町           | 「黒い宝石●●がざっくざく」福岡県鞍手町                               |           |
| #261     | 8月13日  | 長崎県長崎市           | 「神様・仏様・お天道様」長崎市伊王島                                 |           |
| #262     | 8月20日  | 熊本県長洲町           | 「ギョギョギョ！300年の歴史◯◯の町」熊本県長洲町                      |           |
| #263     | 8月27日  | 福岡県糸島市           | 「清の心にホールインワン♪」福岡県糸島市                              |           |
| #264     | 9月3日   | 福岡県遠賀町           | 「なんでここだけ？おんがちょう」福岡県遠賀町                         |           |
| #265     | 9月17日  | 福岡県宗像市           | 「逆転登録！世界遺産になった島」福岡県宗像市 大島                    | [ 注 28 ] |
| #266     | 9月24日  | 佐賀県佐賀市白山       | 「城下町に帰ってきんしゃい」佐賀市白山                               |           |
| #267     | 10月1日  | 宮崎県宮崎市           | 「うらやましいぞ!35%」宮崎市青島                                     |           |
| #268     | 10月8日  | 福岡県筑紫野市         | 「冷水の前のホットなオアシス」福岡県筑紫野市                         |           |
| #269     | 10月15日 | 鹿児島県曽於市         | 「よみがえった水車の音色♪」鹿児島県曽於市                            |           |
| #270     | 10月22日 | 熊本県西原村           | 「南阿蘇の玄関口 ウィンディーヴィレッジ」熊本県阿蘇郡西原村          |           |
| #271     | 10月29日 | 福岡県北九州市八幡東区 | 「カッチカチやで！」北九州市八幡東区枝光                             |           |
| #272     | 11月12日 | 山口県下関市           | 「七七七」山口県下関市彦島                                           |           |
| #273     | 11月19日 | 大分県日田市           | 「九州北部豪雨 あれから…」大分県日田市                               |           |
| #274     | 11月26日 | 福岡県朝倉市           | 「少しずつ前へ進む町」福岡県朝倉市                                   |           |
| #275     | 12月10日 | 長崎県長崎市           | 「前川家ルーツをたどるタビ」長崎県長崎市出津                         |           |
| #276     | 12月17日 | 沖縄県那覇市           | 「やちむん 奥の細道」沖縄県那覇市壺屋                                |           |
| #277     | 12月24日 | 2017年タビ好キ総集編   | 2017年タビ好キ総集編                                                 |           |

### 2018年（平成30年）
| 2018年   | 2018年   | 2018年                 | 2018年                                                               | 2018年    |
| 放送回数 | 放送日   | 訪れた地域             | タイトル                                                             | 備考      |
| -------- | -------- | ---------------------- | -------------------------------------------------------------------- | --------- |
| #278     | 1月3日   | 沖縄県小浜島           | 「祝50周年 始まりは芸能の島から」沖縄県小浜島                        | [ 注 29 ] |
| #279     | 1月7日   | 福岡県篠栗町           | 「ワンダフルな出会いを探すタビ」福岡県篠栗町                         |           |
| #280     | 1月14日  | 長崎県長崎市           | 「再会シリーズ ジュン子！君の名を呼べば…」長崎市野母町               |           |
| #281     | 1月21日  | 鹿児島県出水市         | 「大好評！再会シリーズ 清渡来 あの約束は今！？」鹿児島県出水市       |           |
| #282     | 1月28日  | 福岡県嘉麻市           | 「大好評！再会シリーズ 少年よ･･･大志は抱いているか！？」福岡県嘉麻市 |           |
| #283     | 2月4日   | 福岡県筑後市           | 「福岡・筑後市羽犬塚周辺 集まる家族の肖像」福岡県筑後市羽犬塚        | [ 注 11 ] |
| #284     | 2月11日  | 熊本県熊本市           | 「探し物は何ですか？」熊本市万楽寺町                                 |           |
| #285     | 2月18日  | 大分県豊後高田市       | 「1200年以上 変わりません。」大分県豊後高田市                        |           |
| #286     | 2月25日  | 佐賀県鳥栖市           | 「どっちかというと･･･佐賀県」佐賀県鳥栖市飯田町                      |           |
| #287     | 3月4日   | 福岡県築上町           | 「福岡・築上町 街道沿いの極上な出会い」福岡県築上町                  |           |
| #288     | 3月11日  | 山口県下関市           | 「リトルプサンへようこそ♪」山口県下関                                |           |
| #289     | 3月25日  | 福岡県北九州市門司区   | 「三々五々」北九州市門司区柄杓田                                     |           |
| #290     | 4月1日   | 福岡県小竹町           | 「7年目に突入 タビの休憩所で英気充てん」福岡県小竹町                 |           |
| #291     | 4月8日   | 福岡県粕屋町           | 「？？率16年連続1位」福岡県糟屋郡粕屋町                              | [ 注 30 ] |
| #292     | 4月15日  | 山口県光市             | 「おっぱい都市宣言」山口県光市                                       |           |
| #293     | 4月22日  | 大分県日田市           | 「お出かけ日和 飛び出そう「げ」♪」大分県日田市                       | [ 注 11 ] |
| #294     | 4月29日  | 福岡県糸島市           | 「空き家待ち 屈指の人気エリア」福岡県糸島市                          |           |
| #295     | 5月6日   | 福岡県福岡市中央区     | 「福岡市中央区城内 花舞う城でデート」福岡市中央区                    |           |
| #296     | 5月13日  | 長崎県大村市           | 「グレートすぎる！儀太夫」長崎県大村市                               |           |
| #297     | 5月20日  | 長崎県諫早市           | 「ここから キックオフ」長崎県諫早市                                  |           |
| #298     | 5月27日  | 佐賀県上峰町           | 「天に向かってタビしよう」佐賀県上峰町                               |           |
| #299     | 6月3日   | 佐賀県江北町           | 「へ〜そ〜なの！？」佐賀県江北町                                     |           |
| #300     | 6月10日  | 鹿児島県薩摩川内市     | 「祝300回冷水の舞台から」鹿児島県薩摩川内市                          |           |
| #301     | 6月17日  | 熊本県相良村           | 「相性が良くなる村？」熊本県球磨郡相良村                             |           |
| #302     | 6月24日  | 2018年上半期総集編     | 2018年上半期総集編                                                   |           |
| #303     | 7月1日   | 福岡県大刀洗町         | 「今をタビする」福岡県三井郡大刀洗町                                 |           |
| #304     | 7月15日  | 長崎県長崎市           | 「ピャーロン（ペーロン）発祥の地！？」長崎県長崎市深堀町             |           |
| #305     | 7月22日  | 佐賀県みやき町         | 「佐賀・みやき町 風神様が見守る町」佐賀県三養基郡みやき町            |           |
| #306     | 7月29日  | 福岡県福岡市博多区     | 「長く愛される秘訣は ほどよい距離感！？」福岡市博多区吉塚            |           |
| #307     | 8月5日   | 宮崎県小林市           | 「超難解方言 西諸弁（にしもろべん）」宮崎県小林市                    |           |
| #308     | 8月12日  | 大分県国東市           | 「危険な暑さ！夕涼みタビ」大分県国東市                               |           |
| #309     | 8月19日  | 山口県下関市           | 「願いが必ずひとつは叶う町！？」山口県下関市内日                     |           |
| #310     | 8月26日  | 福岡県北九州市小倉北区 | 「夏の夜を彩る！京都は[大]小倉は[小]」北九州市小倉北区               |           |
| #311     | 9月2日   | 福岡県飯塚市           | 「日本で最初の茜色」福岡県飯塚市山口                                 |           |
| #312     | 9月9日   | 熊本県菊池市           | 「前川のおいしい水」熊本県菊池市                                     |           |
| #313     | 9月16日  | 熊本県大津町           | 「ただいまが似合う町の風景」熊本県菊池郡大津町                       |           |
| #314     | 9月23日  | 福岡県福岡市西区       | 「墓ばっか」福岡市西区金武                                           |           |
| #315     | 9月30日  | 福岡県那珂川町         | 「さらば那珂川町 ようこそ那珂川市」                                  |           |
| #316     | 10月7日  | 福岡県福岡市東区       | 「カ〜モンベイビー アメリカ！」                                      |           |
| #317     | 10月14日 | 沖縄県沖縄市           | 「百軒通りの裏通り」沖縄県沖縄市園田                                 |           |
| #318     | 10月28日 | 福岡県うきは市         | 「幸せな食卓を作る山里」福岡県うきは市                               |           |
| #319     | 11月11日 | 沖縄県糸満市           | 「タビの舞台は喜屋武（きゃん）」沖縄県糸満市喜屋武                   |           |
| #320     | 11月18日 | 福岡県福岡市中央区     | 「よってみんしゃい」福岡市唐人町                                     |           |
| #321     | 11月25日 | 福岡県久留米市         | 「ひとりでも寂しくない」久留米市上津町                               | [ 注 11 ] |
| #322     | 12月9日  | 長崎県長崎市           | 「裏原宿ならぬ裏長崎」長崎県長崎市春日町                             |           |
| #323     | 12月16日 | 長崎県西海市           | 「一本道の港町」長崎県西海市西彼町                                   |           |
| #324     | 12月23日 | 「2018年下半期総集編」 | 「2018年下半期総集編」                                               |           |

### 2019年（平成31年→令和元年）
| 2019年   | 2019年   | 2019年                 | 2019年                                                             | 2019年    |
| 放送回数 | 放送日   | 訪れた地域             | タイトル                                                           | 備考      |
| -------- | -------- | ---------------------- | ------------------------------------------------------------------ | --------- |
| #325     | 1月6日   | 福岡県久留米市         | 「FUJIYAMAから亥〜年のスタート！」久留米市藤山町                   |           |
| #326     | 1月13日  | 大分県日出町           | 「エイッ！と里帰りタビ！！」大分県日出町                           |           |
| #327     | 1月20日  | 山口県岩国市           | 「山口県岩国市玖珂町縦の糸はあなた 横の糸は私♪」山口県岩国市玖珂町 |           |
| #328     | 1月27日  | 福岡県福津市           | 「アートな街道」福津市畦町                                         |           |
| #329     | 2月3日   | 福岡県福岡市東区       | 「福岡市東区名島」                                                 |           |
| #330     | 2月10日  | 鹿児島県鹿児島市       | 「優しい気持ちで助け愛」鹿児島県鹿児島市小山田町                   |           |
| #331     | 2月17日  | 鹿児島県霧島市         | 「古〜い駅舎がシンボルの街」鹿児島県霧島市横川町                   |           |
| #332     | 2月24日  | 福岡県北九州市若松区   | 「シャキッとタビ！」北九州市若松区有毛                             |           |
| #333     | 3月3日   | 福岡県朝倉市           | 「福岡県朝倉市甘木 新旧がとけあう町」朝倉市甘木                    |           |
| #334     | 3月10日  | 宮崎県三股町           | 「右肩上がり！ 前川さんと同い年の町」宮崎県北諸県郡三股町          |           |
| #335     | 3月17日  | 宮崎県宮崎市           | 「一年中青空な？ディープゾーン」宮崎市青空市場                     |           |
| #336     | 3月24日  | 福岡県広川町           | 「花畑 かまくらみたいに ハウス見え」八女郡広川町                   |           |
| #337     | 3月31日  | 福岡県糸島市           | 「由緒ある地」糸島市長野                                           |           |
| #338     | 4月7日   | 福岡県古賀市           | 「8年目もステキな出会いを求め」古賀市青柳                          |           |
| #339     | 4月14日  | 福岡県大川市           | 「どっちをタビする?国境の町」大川市                                |           |
| #340     | 4月21日  | 福岡県太宰府市         | 「お宝笑顔が満ちる場所」太宰府市北谷                               |           |
| #341     | 4月28日  | 福岡県篠栗町           | 「へんろ道 一日一善のタビ」糟屋郡篠栗町                            |           |
| #342     | 5月5日   | 福岡県北九州市門司区   | 「時が止まった港町」北九州市門司区恒見町                           |           |
| #343     | 5月12日  | 山口県山口市           | 「歩いて発見!お散歩タウン」山口市嘉川                              |           |
| #344     | 5月19日  | 山口県下関市           | 「旧街道 山陽道の終着駅」下関市前田                                |           |
| #345     | 5月26日  | 福岡県赤村             | 「鉄道ファン憧れ平成筑豊鉄道撮影ポイント」田川郡赤村               |           |
| #346     | 6月2日   | 佐賀県嬉野市           | 「どっちに行っても うれし〜の」嬉野市                              |           |
| #347     | 6月9日   | 熊本県熊本市東区       | 「麦に願いをコメて」熊本市東区秋津                                 |           |
| #348     | 6月16日  | 熊本県熊本市西区       | 「日本屈指の二枚看板!!（準備中）」熊本市西区河内町                 |           |
| #349     | 6月23日  | 長崎県長崎市           | 「アコウの木が茂る 癒やしスポット」長崎市太田尾町                  |           |
| #350     | 6月30日  | 長崎県対馬市           | 「最初で最後? クールなトリオタビ」対馬市                           |           |
| #351     | 7月7日   | 「2019年上半期総集編」 | 「2019年上半期総集編」                                             |           |
| #352     | 7月14日  | 佐賀県基山町           | 「鳥の名は?」佐賀県三養基郡基山町                                  | [ 注 11 ] |
| #353     | 7月21日  | 佐賀県佐賀市           | 「タビの最後は ゴール・インポーズで!」佐賀市蓮池町                 |           |
| #354     | 7月28日  | 福岡県筑紫野市         | 「願いが叶う 伝説の山?」筑紫野市山口                               |           |
| #355     | 8月11日  | 山口県長門市           | 「西の横綱 俵山! ここはレトロな温泉地」長門市俵山温泉              |           |
| #356     | 8月18日  | 山口県萩市             | 「格式高すぎ？世界遺産と明治維新の町」山口県萩市堀内               |           |
| #357     | 8月25日  | 福岡県北九州市八幡西区 | 「雨宿りもできるアーケードのタビ」福岡県北九州市八幡西区黒崎       | [ 注 11 ] |
| #358     | 9月1日   | 福岡県北九州市門司区   | 「まだまだ知らない 新門司」福岡県北九州市門司区                    |           |
| #359     | 9月8日   | 大分県由布市           | 「棚田町 まるで自然の 観客席」大分県由布市庄内町                   |           |
| #360     | 9月15日  | 大分県杵築市           | 「あ～あ杵築市は今日も晴れだった」大分県杵築市納屋                 |           |
| #361     | 9月22日  | 佐賀県有田町           | 「窯（かま）ってちょーだい！」佐賀県西松浦郡有田町                 |           |
| #362     | 9月29日  | 福岡県新宮町           | 「女城主も眺めた町並み」福岡県糟屋郡新宮町立花口                   |           |
| #363     | 10月6日  | 宮崎県都城市           | 「神伝説に包まれる町」宮崎県都城市高崎町                           |           |
| #364     | 10月13日 | 宮崎県宮崎市           | 「太古の王が見下ろす町」宮崎県宮崎市跡江                           |           |
| #365     | 10月20日 | 福岡県柳川市           | 「笑顔の宝探し（3回目）」福岡県柳川市                              | [ 注 11 ] |
| #366     | 10月27日 | 福岡県志免町           | 「炭鉱の町の風情にしめしめ！」福岡県糟屋郡志免町                   |           |
| #367     | 11月17日 | 鹿児島県霧島市         | 「あたたかな町で酢ッキリ」鹿児島県霧島市福山町                     |           |
| #368     | 11月24日 | 鹿児島県日置市         | 「日本最長！南国さつまの渚」鹿児島県日置市東市来町                 |           |
| #369     | 12月8日  | 長崎県佐世保市         | 「石橋がつなぐ ふれあいタビ」長崎県佐世保市世知原町                | [ 注 11 ] |
| #370     | 12月15日 | 長崎県佐世保市         | 「日本一○○な！？自動販売機がある港町」長崎県佐世保市宮津町         |           |
| #371     | 12月22日 | 「2019下半期総集編」   | 「2019下半期総集編」                                               |           |

### 2020年（令和2年）
| 2020年   | 2020年   | 2020年                 | 2020年                                                                     | 2020年    |
| 放送回数 | 放送日   | 訪れた地域             | タイトル                                                                   | 備考      |
| -------- | -------- | ---------------------- | -------------------------------------------------------------------------- | --------- |
| SP       | 1月3日   | 沖縄県南城市           | 2020年新春スペシャル「聖なる島で2020年のタビ運を注入！」沖縄県南城市久高島 |           |
| #372     | 1月5日   | 福岡県福岡市西区       | 「おいしいお水は 知恵の水」福岡県福岡市西区飯盛                            |           |
| #373     | 1月12日  | 福岡県うきは市         | 「ウキウキでハッピーなフルーツ王国」福岡県うきは市吉井町                   |           |
| #374     | 1月19日  | 沖縄県八重瀬町         | 「素通りされがち…だけど！」沖縄県島尻郡八重瀬町                            |           |
| #375     | 1月26日  | 福岡県北九州市八幡東区 | 「残ってほしい昭和の風情」福岡県北九州市八幡東区茶屋町                     |           |
| #376     | 2月2日   | 福岡県須恵町           | 「お正月だよ！帰ってきた清おじさん」福岡県糟屋郡須恵町旅石                 | [ 注 11 ] |
| #377     | 2月9日   | 山口県美祢市           | 「1杯飲めば1年？長寿の水の郷」山口県美祢市秋芳町                           |           |
| #378     | 2月16日  | 熊本県宇土市           | 「ホーライホーライ」熊本県宇土市花園町                                     |           |
| #379     | 2月23日  | 佐賀県唐津市           | 「古の神が守る 良縁の里」佐賀県唐津市鏡                                    |           |
| #380     | 3月1日   | 熊本県御船町           | 「恐竜がいた！カッパもいた？」熊本県上益城郡御船町                         |           |
| #381     | 3月8日   | 大分県大分市           | 「再訪！さらなる深みへ」大分県大分市佐賀関                                 |           |
| #382     | 3月15日  | 大分県玖珠町           | 「8年前はどしゃ降り！リベンジのタビ」大分県玖珠郡玖珠町                    |           |
| #383     | 3月22日  | 福岡県久留米市         | 「歩きたくなる美しい道」福岡県久留米市田主丸町                             | [ 注 11 ] |
| #384     | 3月29日  | 福岡県朝倉市           | 「幻の●●が自生 まさに黄金の川」福岡県朝倉市屋永                            |           |
| #385     | 4月5日   | 福岡県北九州市小倉南区 | 「9年目突入！！細き流れも大河となる」福岡県北九州市小倉南区道原            |           |
| #386     | 4月12日  | 福岡県福岡市東区       | 「学生と育った町」福岡県福岡市東区箱崎                                     |           |
| #387     | 4月19日  | 福岡県福岡市早良区     | 「灯台下暗しのタビ」福岡県福岡市早良区西油山                               |           |
| #388     | 4月26日  | 佐賀県神埼町           | 「タビ好キもテテップウになりたいな」佐賀県神埼町尾崎                       |           |
| #389     | 5月3日   | 長崎県雲仙市           | 「フォトジェニックな駅」長崎県雲仙市瑞穂町                                 | [ 注 11 ] |
| #390     | 5月17日  | 長崎県諫早市           | 「長崎出身のイケメン歌手も愛した風景」長崎県諫早市多良見町                 | [ 注 11 ] |
| #391     | 5月24日  | 2012年度アンコール編   | 2012年度アンコール編                                                       | [ 注 31 ] |
| #392     | 5月31日  | 2013年度アンコール編   | 2013年度アンコール編                                                       | [ 注 31 ] |
| #393     | 6月7日   | 2014年度アンコール編   | 2014年度アンコール編                                                       | [ 注 31 ] |
| #394     | 6月14日  | 2015年度アンコール編   | 2015年度アンコール編                                                       | [ 注 31 ] |
| #395     | 6月21日  | 2016年度アンコール編   | 2016年度アンコール編                                                       | [ 注 31 ] |
| #396     | 6月28日  | 2017年度アンコール編   | 2017年度アンコール編                                                       | [ 注 31 ] |
| #397     | 7月5日   | 2018年度アンコール編   | 2018年度アンコール編                                                       | [ 注 31 ] |
| #398     | 7月12日  | 福岡県福岡市早良区     | 「知る人ぞ知る 日本最古！？●●の産地」福岡県福岡市早良区脇山                | [ 注 11 ] |
| #399     | 7月19日  | 福岡県東峰村           | 「少しずつ前へ進む村」福岡県朝倉郡東峰村                                   | [ 注 11 ] |
| #400     | 7月26日  | 福岡県福岡市早良区     | 「四箇と見よ！四百回目のふれあいタビ」福岡県福岡市早良区四箇               |           |
| #401     | 8月2日   | 福岡県飯塚市           | 「祝401回！いいタビ祈願」福岡県飯塚市舎利蔵                                |           |
| #402     | 8月9日   | 福岡県那珂川市         | 「アートな気分で空き家待ち！？」福岡県那珂川市成竹                         |           |
| #403     | 8月16日  | 福岡県宗像市           | 「神の港町」福岡県宗像市神湊                                               |           |
| #404     | 8月23日  | 福岡県北九州市戸畑区   | 「クールがもしかしたら＆88歳釣り名人」福岡県北九州市戸畑区                 |           |
| #405     | 8月30日  | 福岡県福岡市東区       | 「鯛や魚が舞い踊る」福岡県福岡市東区奈多                                   |           |
| #406     | 9月6日   | 福岡県福岡市西区       | 「コーフンするいいじかん」福岡県福岡市西区飯氏                             |           |
| #407     | 9月13日  | 福岡県うきは市         | 「いい流れに乗って歩いて行こう！！」福岡県うきは市流川                     | [ 注 11 ] |
| #408     | 9月20日  | 福岡県鞍手町           | 「引いて引かれあう集落」福岡県鞍手郡鞍手町永谷                             | [ 注 11 ] |
| #409     | 9月27日  | 福岡県糸島市           | 「どっちに行っても海風まんてん！」福岡県糸島市志摩久家                     | [ 注 11 ] |
| #410     | 10月4日  | 福岡県行橋市           | 「もうすぐ解禁！海の濃厚ミルク」福岡県行橋市簑島                           | [ 注 11 ] |
| #411     | 10月11日 | 福岡県八女市           | 「夕日に染まる城下町」福岡県八女市本町                                     | [ 注 11 ] |
| #412     | 10月18日 | 福岡県宮若市           | 「絶景！雲海の里」福岡県宮若市黒丸                                         |           |
| #413     | 10月25日 | 福岡県福岡市中央区     | 「（六本松）一丁目の夕日」福岡県福岡市中央区六本松一丁目                   |           |
| #414     | 11月8日  | 福岡県久山町           | 「耳をすませば！」福岡県糟屋郡久山町久原                                   | [ 注 11 ] |
| #415     | 11月15日 | 佐賀県佐賀市           | 「半年ぶり！福岡県外のタビ」佐賀県佐賀市富士町                             |           |
| #416     | 11月22日 | 大分県日田市           | 「こんなときこそ」大分県日田市                                             | [ 注 12 ] |
| #417     | 11月29日 | 佐賀県武雄市           | 「みなぎるパワー！」佐賀県武雄市若木町                                     |           |
| #418     | 12月13日 | 熊本県宇城市           | 「今、何時代？」熊本県宇城市三角町                                         |           |
| #419     | 12月20日 | 熊本県嘉島町           | 「今年の漢字一文字で『 』」熊本県上益城郡嘉島町                            |           |

### 2021年（令和3年）
| 2021年   | 2021年   | 2021年                           | 2021年 | 2021年    |
| 放送回数 | 放送日   | 訪れた地域                       | タイトル | 備考      |
| -------- | -------- | -------------------------------- | --- | --------- |
| SP       | 1月3日   | 長崎県西海市                     | 前川清の笑顔まんてんタビ好キ 新春スペシャルin長崎県西海市大島 〜2021年「ぶらり」もよかけど!「釣り」もよかでしょう。〜 |           |
| #420     | 1月17日  | 福岡県広川町                     | 「伝統を守る 広川イレブン」福岡県八女郡広川町長延                                                                     |           |
| #421     | 1月24日  | 福岡県福津市                     | 「開運招福！黄金三角形」福岡県福津市在自                                                                              |           |
| #422     | 1月31日  | 福岡県糸島市                     | 「良い子はいねがー！」福岡県糸島市二丈松末                                                                            | [ 注 11 ] |
| #423     | 2月7日   | 大分県由布市                     | 「絶景かな！絶景かな！」大分県由布市湯布院町                                                                          |           |
| #424     | 2月14日  | 福岡県朝倉市                     | 「すべてがナイスな町！？」福岡県朝倉市荷原                                                                            |           |
| #425     | 2月21日  | 山口県美祢市                     | 「 赤 」山口県美祢市美東町赤                                                                                          |           |
| #426     | 2月28日  | 福岡県福岡市早良区               | 「冬でも気分はハイキング」福岡県福岡市早良区椎原                                                                      |           |
| #427     | 3月7日   | 福岡県古賀市                     | 「疲れを癒やす 霊泉の里」福岡県古賀市薬王寺                                                                           |           |
| #428     | 3月14日  | 鹿児島県南さつま市               | 「集落丸ごと石石石」鹿児島県南さつま市笠沙町                                                                          |           |
| #429     | 3月21日  | 鹿児島県霧島市                   | 「櫻と雲と海と」鹿児島県霧島市隼人町                                                                                  |           |
| #430     | 3月28日  | 福岡県飯塚市                     | 「笑顔まんてん！スリルもまんてん？」福岡県飯塚市内野                                                                  |           |
| #431     | 4月4日   | 福岡県田川市                     | 「10年目のタビはアドベンチャー！？」福岡県田川市夏吉                                                                  |           |
| #432     | 4月11日  | 福岡県久留米市                   | 「『ほとめき』にあふれた風景街道」福岡県久留米市草野町                                                                |           |
| #433     | 4月18日  | 福岡県みやこ町                   | 「4月29日は昭和の日！昭和の原風景を求めて」福岡県京都郡みやこ町勝山上田                                               |           |
| #434     | 5月2日   | 福岡県八女市                     | 「1800分の6 残したいかみ技」福岡県八女市柳瀬                                                                          |           |
| #435     | 5月9日   | 熊本県熊本市中央区               | 「花美」熊本県熊本市中央区黒髪地区                                                                                    |           |
| #436     | 5月16日  | 熊本県南阿蘇村                   | 「よみがえった未来への架け橋」熊本県阿蘇郡南阿蘇村                                                                    |           |
| #437     | 5月23日  | 山口県宇部市                     | 「タビ好キの10倍」山口県宇部市西万倉                                                                                  |           |
| #438     | 5月30日  | 山口県下関市                     | 「毛利侯認定 川棚八景」山口県下関市豊浦町大字川棚                                                                     |           |
| #439     | 6月6日   | 大分県別府市                     | 「熱さを継ぐ!!」大分県別府市浜脇                                                                                      |           |
| #440     | 6月13日  | 大分県豊後高田市                 | 「出会いは濃いかな〜？」大分県豊後高田市真玉地区                                                                      |           |
| #441     | 6月20日  | 福岡県那珂川市                   | 「埋蔵金があるのかな？」福岡県那珂川市埋金                                                                            |           |
| #442     | 6月27日  | 2020年上半期総集編               | 2020年上半期総集編 | [ 注 32 ] |
| #443     | 7月4日   | 2020年下半期総集編               | 2020年下半期総集編 | [ 注 32 ] |
| #444     | 7月11日  | 2021年上半期総集編               | 2021年上半期総集編 | [ 注 32 ] |
| #445     | 7月18日  | 2019年アンコール編               | 2019年アンコール編 | [ 注 32 ] |
| #446     | 8月1日   | 生産者&商店街 応援SP             | 生産者&商店街 応援SP                                                                                                  | [ 注 32 ] |
| #447     | 8月15日  | 新春SP傑作選(1)                  | 新春SP傑作選(1) | [ 注 32 ] |
| #448     | 8月22日  | 水と緑の物語総集編(1)            | 水と緑の物語総集編(1)                                                                                                 | [ 注 32 ] |
| #449     | 9月5日   | 生産者応援SP(2)                  | 生産者応援SP(2) | [ 注 32 ] |
| #450     | 9月12日  | 水と緑の物語総集編(2)            | 水と緑の物語総集編(2)                                                                                                 | [ 注 32 ] |
| #451     | 9月19日  | 新春SP傑作選(2)                  | 新春SP傑作選(2) | [ 注 32 ] |
| #452     | 9月26日  | 夜もタビ好キ傑作選               | 夜もタビ好キ傑作選 | [ 注 32 ] |
| #453     | 10月3日  | 夜もタビ好キ傑作選(2)            | 夜もタビ好キ傑作選(2)                                                                                                 | [ 注 32 ] |
| #454     | 10月10日 | 長崎県長崎市                     | 「10枚 20枚 あたりまえ！」長崎県長崎市式見町                                                                          |           |
| #455     | 10月17日 | 長崎県川棚町                     | 「食の宝石箱や〜」長崎県東彼杵郡川棚町                                                                                |           |
| #456     | 10月24日 | 「釣り好キ＆陶芸体験編」         | 「釣り好キ＆陶芸体験編」                                                                                              |           |
| #457     | 10月31日 | 「生産者応援SP(3)」              | 「生産者応援SP(3)」                                                                                                   |           |
| #458     | 11月14日 | 大分県由布市                     | 「明日への一歩」大分県由布市湯布院町 湯平温泉                                                                         |           |
| #459     | 11月21日 | 「オリジナルグッズを作りたい編」 | 「オリジナルグッズを作りたい編」                                                                                      |           |
| #460     | 11月28日 | 福岡県北九州市戸畑区             | 「商店街 一本勝負！」福岡県北九州市戸畑区 天神商店街                                                                  |           |
| #461     | 12月19日 | 「コイバナ傑作選」               | 「コイバナ傑作選」 |           |
| #462     | 12月26日 | 福岡県糸島市                     | 「年末恒例 今年を漢字一文字で」福岡県糸島市二丈吉井                                                                   |           |

### 2022年（令和4年）
| 2022年   | 2022年   | 2022年                  | 2022年                                                        | 2022年    |
| 放送回数 | 放送日   | 訪れた地域              | タイトル                                                      | 備考      |
| -------- | -------- | ----------------------- | ------------------------------------------------------------- | --------- |
| SP       | 1月2日   | 鹿児島県奄美大島        | 前川清の笑顔まんてんタビ好キ 新春スペシャルin鹿児島・奄美大島 |           |
| #463     | 1月9日   | 福岡県福岡市西区        | 「おめでタイガー！」福岡県福岡市西区宮浦                      |           |
| #464     | 1月16日  | 福岡県福岡市西区        | 「映え〜♥」福岡県福岡市西区西浦                               | [ 注 11 ] |
| #465     | 1月23日  | 福岡県田川市            | 「こんなときこそ雨宿りタビ」福岡県田川市本町                  | [ 注 11 ] |
| #466     | 1月30日  | 佐賀県佐賀市            | 「一歩入ると昔話のような...」佐賀県佐賀市川副町               |           |
| #467     | 2月6日   | 佐賀県嬉野市            | 「400年続いてウレシ〜 の」佐賀県嬉野市嬉野町吉田              |           |
| #468     | 2月13日  | 福岡県糸島市            | 「お誕生日おめでとう」福岡県糸島市志摩小富士                  | [ 注 11 ] |
| #469     | 2月20日  | 山口県下関市            | 「軒並み100年」山口県下関市上新地町                           |           |
| #470     | 2月27日  | 山口県山陽小野田市      | 「海風まんてん だんだん港町」山口県山陽小野田市木戸・刈谷地区 |           |
| #471     | 3月6日   | 福岡県桂川町            | 「未踏の地」福岡県嘉穂郡桂川町                                |           |
| #472     | 3月13日  | 佐賀県神埼市            | 「ポツンと集落?」佐賀県神埼市脊振町                           |           |
| #473     | 3月20日  | 熊本県熊本市西区        | 「えがお自慢」熊本県熊本市西区中原町                          |           |
| #474     | 3月27日  | 鹿児島県姶良市          | 「アイラビューでSAYONARA」鹿児島県姶良市蒲生町                |           |
| #475     | 4月3日   | 福岡県久留米市          | 「祝!11年目突入 笑タビ来福」福岡県久留米市六ツ門商店街        |           |
| #476     | 4月10日  | 大分県日田市            | 「幸運な集落?」大分県日田市高瀬                               |           |
| #477     | 4月17日  | 福岡県朝倉市            | 「春を感じるVRタビ」福岡県朝倉市杷木若市                      |           |
| #478     | 4月24日  | 長崎県長崎市            | 「タビの舞台は現川町(うつつがわまち)」長崎県長崎市現川町      |           |
| #479     | 5月1日   | 長崎県東彼杵町          | 「天女も♡エモい海」長崎県東彼杵郡東彼杵町                     |           |
| #480     | 5月8日   | 熊本県和水町            | 「紳8」熊本県和水町                                           |           |
| #481     | 5月15日  | 熊本県八代市            | 「ず～っとここに♥」熊本県八代市日奈久                         |           |
| #482     | 5月29日  | 福岡県吉富町            | 「はじめまして九州一の町」福岡県築上郡吉富町                  |           |
| #483     | 6月5日   | 福岡県北九州市小倉南区  | 「北九州切って祝いの好キ?」福岡県北九州市小倉南区辻三         |           |
| #484     | 6月12日  | 大分県大分市            | 「えとう君が住む町」大分県大分市                              |           |
| #485     | 6月19日  | 大分県臼杵市            | 「帰ってきたなくなるふるさと」大分県臼杵市                    |           |
| #486     | 6月26日  | 福岡県糸田町            | 「長崎は前川 糸田は〇〇」 福岡県田川郡糸田町                  |           |
| #487     | 7月3日   | 福岡県直方市            | 「摩訶不思議の大当たり!?」福岡県直方市                        |           |
| #488     | 7月10日  | 福岡県福岡市早良区      | 「福岡市の秘境?のんびり一人タビ」福岡県福岡市早良区           | [ 注 11 ] |
| #489     | 7月17日  | 佐賀県小城市            | 「街に石像がいっぱい?」佐賀県小城市                           |           |
| #490     | 7月24日  | 山口県美祢市            | 「大仏様のふるさと?」山口県美祢市美東町                       |           |
| #491     | 7月31日  | 山口県宇部市            | 「ほっ」山口県宇部市                                          |           |
| #492     | 8月7日   | 福岡県八女市            | 「天空の里ろくり」福岡県八女市星野村                          |           |
| #493     | 8月14日  | 熊本県熊本市中央区      | 「前代未聞の非常事態?」熊本県熊本市中央区                     |           |
| #494     | 8月21日  | 熊本県山鹿市            | 「みんなで守る激レア〇〇」熊本県山鹿市                        |           |
| #495     | 8月28日  | 佐賀県唐津市            | 「海と大地の恵みと!」佐賀県唐津市                             |           |
| #496     | 9月4日   | 福岡県糸島市            | 「ユーチューバー」福岡県糸島市                                | [ 注 11 ] |
| #497     | 9月11日  | 大分県臼杵市            | 「タチウオさまさま♥」大分県臼杵市                             |           |
| #498     | 9月18日  | 大分県竹田市            | 「－５℃を求めて納涼ナビ」大分県竹田市                         |           |
| #499     | 9月25日  | 熊本県美里町            | 「なんだか心地いい美しいふる里」熊本県美里町                  |           |
| #500     | 10月2日  | 鹿児島県さつま町        | 「祝500回記念プレゼントタビ」鹿児島県さつま町                 |           |
| #501     | 10月9日  | 福岡県久留米市          | 「この時期だからまた来たの♥」福岡県久留米市                   |           |
| #502     | 10月16日 | 福岡県朝倉市            | 「お顔真っ白!奇祭の町」福岡県朝倉市                           | [ 注 11 ] |
| #503     | 10月23日 | 福岡県八女市            | 「約束を守る男前川清」福岡県八女市                            |           |
| #504     | 10月30日 | 福岡県糸島市            | 「ダブル三拍子?」福岡県糸島市                                 |           |
| #505     | 11月20日 | 長崎県諫早市            | 「みかん色に染まるだんだん畑」長崎県諫早市                    |           |
| #506     | 11月27日 | 長崎県長崎市            | 「九州最古の!?植木の里」長崎県長崎市                          |           |
| #507     | 12月11日 | 山口県美祢市            | 「タイミング～」山口県美祢市                                  |           |
| #508     | 12月18日 | 山口県周南市            | 「こう見えて最先端!?」山口県周南市                            |           |
| #509     | 12月25日 | 「爆笑 2022年総集編!!」 | 「爆笑 2022年総集編!!」                                       |           |

### 2023年（令和5年）
| 2023年   | 2023年   | 2023年                 | 2023年                                                               | 2023年    |
| 放送回数 | 放送日   | 訪れた地域             | タイトル                                                             | 備考      |
| -------- | -------- | ---------------------- | -------------------------------------------------------------------- | --------- |
| SP       | 1月2日   | 沖縄県国頭村           | 前川清の笑顔まんてんタビ好き 新春スペシャル 沖縄やんばるドライブ2023 |           |
| #510     | 1月8日   | 沖縄県名護市           | 「OKINAWAかなさんどー」沖縄県名護市                                  |           |
| #511     | 1月15日  | 福岡県香春町           | 「とろっとろ」福岡県香春町                                           |           |
| #512     | 1月22日  | 福岡県北九州市戸畑区   | 「光の川出現!」福岡県北九州市戸畑区天籟寺川周辺                      |           |
| #513     | 1月29日  | 佐賀県神埼市           | 「今が旬の桜こんにゃく」佐賀県神埼市                                 |           |
| #514     | 2月5日   | 大分県中津市           | 「大正時代にタイムスリップ!?」大分県中津市                           |           |
| #515     | 2月12日  | 福岡県太宰府市         | 「いにしえ散歩道」福岡県太宰府市                                     |           |
| #516     | 2月19日  | 大分県別府市           | 「トイレの神様は実在した?」大分県別府市                              |           |
| #517     | 2月26日  | 福岡県福岡市博多区     | 「昭和が香る200メートル」福岡県福岡市博多区銀天町                    | [ 注 11 ] |
| #518     | 3月5日   | 福岡県糸島市           | 「商店街を「そーつく」!?」福岡県糸島市                               |           |
| #519     | 3月12日  | 福岡県八女市           | 「九州ベスト3」福岡県八女市                                          | [ 注 11 ] |
| #520     | 3月19日  | 佐賀県佐賀市           | 「視界良好!!」佐賀県佐賀市                                           |           |
| #521     | 4月2日   | 熊本県菊池市           | 「湧き出る!?12年目の出会い」熊本県菊池市                             |           |
| #522     | 4月9日   | 熊本県熊本市西区       | 「みかんの里のミステリー?」熊本県熊本市西区河内町東門寺              | [ 注 11 ] |
| #523     | 4月16日  | 鹿児島県いちき串木野市 | 「祭大好キタウン」鹿児島県いちき串木野市                             |           |
| #524     | 4月23日  | 鹿児島県薩摩川内市     | 「あの人愛した鹿児島県最古の温泉」鹿児島県薩摩川内市                 |           |
| #525     | 4月30日  | 長崎県大村市           | 「象が歩いた宿場町だゾウ」長崎県大村市                               |           |
| #526     | 5月7日   | 長崎県長崎市           | 「会話も切れ味抜群!?」長崎県長崎市                                   |           |
| #527     | 5月14日  | 福岡県古賀市           | 「難続地名タビの舞台は莚内」福岡県古賀市                             |           |
| #528     | 5月21日  | 福岡県朝倉市           | 「裏の顔」福岡県朝倉市                                               | [ 注 11 ] |
| #529     | 5月28日  | 山口県山口市           | 「駅チカタビ」山口県山口市                                           |           |
| #530     | 6月4日   | 山口県下関市           | 「キラリと光る町」山口県下関市                                       |           |
| #531     | 6月11日  | 福岡県福津市           | 「絶景!夕焼け小焼けの恋の浦」福岡県福津市                            |           |
| #532     | 6月18日  | 佐賀県唐津市           | 「一所懸命生きてます」佐賀県唐津市                                   |           |
| #533     | 6月25日  | 熊本県八代市           | 「愛が勝つ里?」熊本県八代市                                          |           |
| #534     | 7月2日   | 熊本県熊本市北区       | 「旬タビ!」熊本県熊本市北区植木町山本                                |           |
| #535     | 7月16日  | 佐賀県佐賀市           | 「のんびりプチ避暑地タビ」佐賀県佐賀市                               | [ 注 11 ] |
| #536     | 7月23日  | 大分県日田市           | 「あやかりタビ」大分県日田市                                         |           |
| #537     | 7月30日  | 佐賀県玄海町           | 「4倍大変」佐賀県玄海町                                              |           |
| #538     | 8月6日   | 福岡県福岡市西区       | 「決戦は9日後」福岡県福岡市西区草場                                  | [ 注 11 ] |
| #539     | 8月13日  | 長崎県佐世保市         | 「歴史を動かした3本の巨塔」長崎県佐世保市針尾                        |           |
| #540     | 8月20日  | 長崎県平戸市           | 「どうも憧れの清です★」長崎県平戸市度島町                            |           |
| #541     | 8月27日  | 鹿児島県枕崎市         | 「どの家にもアレはあるのかな？」鹿児島県枕崎市                       |           |
| #542     | 9月3日   | 鹿児島県鹿児島市       | 「迷子にご用心」鹿児島県鹿児島市犬迫町                               |           |
| #543     | 9月10日  | 福岡県久留米市         | 「雨はつらいよ」福岡県久留米市田主丸町                               |           |
| #544     | 9月17日  | 福岡県筑前町           | 「小路の小路はふれあいの道」福岡県筑前町三並                         | [ 注 11 ] |
| #545     | 9月24日  | 佐賀県佐賀市           | 「相賀（おうか）を謳歌（おうか）したい！」佐賀県佐賀市相賀           |           |
| #546     | 10月1日  | 山口県山口市           | 「古代サウナで整う？」山口県山口市徳地岸見                           | [ 注 11 ] |
| #547     | 10月8日  | 福岡県北九州市若松区   | 「ワイルドでほのぼの」福岡県北九州市小竹                             |           |
| #548     | 10月15日 | 熊本県熊本市南区       | 「内陸の港町？」熊本県熊本市南区川尻                                 |           |
| #549     | 10月22日 | 熊本県阿蘇郡西原村     | 「フクロウの里で運気上昇！」熊本県阿蘇郡西原村河原                   |           |
| #550     | 10月29日 | 福岡県うきは市         | 「りある昔ばなしの世界？」福岡県うきは市浮羽町新川                   |           |
| #551     | 11月19日 | 大分県中津市           | 「期待がもくもくと膨らむ集落」大分県中津市耶馬溪町宮園               |           |
| #552     | 11月26日 | 福岡県糸島市           | 「九州でここだけ！？」福岡県糸島市二丈鹿家                           |           |
| #553     | 12月10日 | 福岡県飯塚市           | 「食のワンダーランド」福岡県飯塚市八木山                             |           |
| #554     | 12月17日 | 福岡県春日市           | 「清の居ぬ間に…？」福岡県春日市                                      | [ 注 33 ] |
| #555     | 12月24日 | 「2023年総集編」       | 「2023年総集編」                                                     |           |

### 2024年（令和6年）
| 2024年   | 2024年   | 2024年                 | 2024年                                                      | 2024年    |
| 放送回数 | 放送日   | 訪れた地域             | タイトル                                                    | 備考      |
| -------- | -------- | ---------------------- | ----------------------------------------------------------- | --------- |
| SP       | 1月3日   | 沖縄県うるま市         | 前川清の笑顔まんてんタビ好キ 新春スペシャル2024in沖縄       | [ 注 34 ] |
| #556     | 1月7日   | 熊本県益城町           | 「タビのお供は最年少！」熊本県益城町                        |           |
| #557     | 1月14日  | 沖縄県八重瀬町         | 「魅惑のお刺身ロード」沖縄県八重瀬町港川                    |           |
| #558     | 1月21日  | 佐賀県武雄市           | 「その後どうですか？」佐賀県武雄市山内町鳥海                |           |
| #559     | 1月28日  | 長崎県佐世保市         | 「日本の食卓を支える温かな港町」長崎県佐世保市小佐々町      | [ 注 11 ] |
| #560     | 2月4日   | 福岡県福岡市東区       | 「龍も集まる 人も集まる」福岡県福岡市東区志賀島             |           |
| #561     | 2月11日  | 福岡県大刀洗町         | 「なんとな～く城下町」福岡・大刀洗町本郷                    |           |
| #562     | 2月18日  | 佐賀県多久市           | 「デカくて甘い！？幻の●●」佐賀県多久市西多久町板屋          |           |
| #563     | 2月25日  | 鹿児島県南さつま市     | 「小さくとも魅力は無限大♡」鹿児島県南さつま市坊津町秋目     |           |
| #564     | 3月3日   | 鹿児島県薩摩川内市     | 「伝」鹿児島県薩摩川内市入来町                              |           |
| #565     | 3月10日  | 福岡県広川町           | 「ベリーベリーフルーツ天国」福岡県広川町吉常                |           |
| #566     | 3月17日  | 佐賀県伊万里市         | 「自然と生きる手作り集落」佐賀県伊万里市大川町駒鳴          |           |
| #567     | 3月24日  | 山口県周南市           | 「奥座敷で癒やしタビ」山口県周南市湯野                      |           |
| #568     | 3月31日  | 長崎県五島市           | 「終わりは始まり」長崎県五島市                              |           |
| #569     | 4月7日   | 長崎県五島市           | 「九州最西端！島の小さな温泉郷」長崎県五島市玉之浦町荒川    |           |
| #570     | 4月14日  | 福岡県北九州市小倉南区 | 「13年目も歩いて行こう！」福岡県北九州市小倉南区春吉        |           |
| #571     | 4月21日  | 山口県山口市           | 「今年世界で3番目の場所！？」山口市徳地船路                 |           |
| #572     | 4月28日  | 熊本県合志市           | 「V3」熊本県合志市                                          |           |
| #573     | 5月5日   | 熊本県荒尾市           | 「山の麓は匠の里」熊本県荒尾市府本                          |           |
| #574     | 5月12日  | 福岡県宮若市           | 「神秘！！靡山（なびきやま）伝説」福岡県宮若市上有木        |           |
| #575     | 5月19日  | 佐賀県唐津市           | 「今がピークです！」佐賀県唐津市浜玉町                      |           |
| #576     | 5月26日  | 大分県日出町           | 「タビする蝶の休息地」大分県日出町豊岡                      |           |
| #577     | 6月2日   | 大分県別府市           | 大分県別府市                                                |           |
| #578     | 6月9日   | 福岡県福津市           | 「ラッキーアイテムは貝殻！？」福岡県福津市勝浦              |           |
| #579     | 6月16日  | 長崎県大村市           | 「おつカレー！」長崎県大村市東本町                          |           |
| #580     | 6月23日  | 長崎県佐世保市         | 「ずっと気になっていたんです by前川清」長崎県佐世保市小野町 |           |
| #581     | 6月30日  | 福岡県行橋市           | 「えびすとハミングが町の台所」福岡県行橋市                  |           |
| #582     | 7月7日   | 福岡県小郡市           | 「年に一度の特別な夜♡」福岡県小郡市下岩田                   |           |
| #583     | 7月14日  | 福岡県大牟田市         | 「夢のような出会いをもとめて」福岡県大牟田市宮原町          |           |
| #584     | 7月21日  | 福岡県筑紫野市         | 「自然の宝を守る山里」福岡県筑紫野市平等寺編                |           |
| #585     | 7月28日  | 福岡県大木町           | 「筑後平野の台所」福岡県大木町                              |           |
| #586     | 8月4日   | 山口県萩市             | 「維新の志士のビジネスホテル街」山口県萩市佐々並            |           |
| #587     | 8月11日  | 山口県下関市           | 「大人気観光地でローカルツーリズム」山口県下関市角島編      |           |
| #588     | 8月18日  | 鹿児島県鹿児島市       | 「パワースポット桜島で 目指せ紅白」鹿児島県桜島             |           |
| #589     | 8月25日  | 鹿児島県いちき串木野市 | 「世にも珍しい？すけすけ商店街」鹿児島県いちき串木野市元町  |           |
| #590     | 9月1日   | 福岡県福岡市博多区     | 「6年ぶり！！変り続ける商店街」福岡市博多区吉塚             | [ 注 33 ] |
| #591     | 9月8日   | 熊本県宇城市           | 「夢の花 咲く島」熊本県宇城市戸馳島                         |           |
| #592     | 9月15日  | 熊本県山都町           | 「九州のへそは潤いの里！？」熊本県山都町                    |           |
| #593     | 9月22日  | 福岡県糸島市           | 「茜色の夕日眺めながら」福岡県糸島市志摩野北                |           |
| #594     | 9月29日  | 佐賀県唐津市           | 「唐津のマチュピチュ！？」佐賀県唐津市相知町                |           |
| #595     | 10月6日  | 大分県日田市           | 「巨人がいっぱい！？」大分県日田市大山町                    |           |
| #596     | 10月13日 | 熊本県小国町           | 「千円札が町の英雄！？」熊本県小国町                        |           |
| #597     | 10月20日 | 長崎県長崎市           | 「温かな光が灯る町」長崎市神浦大中尾地区                    | [ 注 11 ] |
| #598     | 10月27日 | 佐賀県太良町           | 「忘れられない港町」佐賀県太良町大浦                        | [ 注 11 ] |
| #599     | 11月17日 | 福岡県川崎町           | 「初見参！ 商店街は昭和レトロが止まらない！」福岡県川崎町   |           |
| #600     | 11月24日 | 佐賀県唐津市           | 「祝600回 安全第一だヨ！神様集合」佐賀県唐津市神集島        |           |
| #601     | 12月8日  | 山口県平生町           | 「イタリアーノ」山口県平生町                                |           |
| #602     | 12月15日 | 山口県周防大島町       | 「ここは瀬戸内のハワイ」山口県周防大島町東安下庄            |           |
| #603     | 12月22日 | 「2024年総集編」       | 「2024年総集編」                                            |           |

### 2025年（令和7年）
| 2025年   | 2025年  | 2025年                 | 2025年                                                       | 2025年    |
| 放送回数 | 放送日  | 訪れた地域             | タイトル                                                     | 備考      |
| -------- | ------- | ---------------------- | ------------------------------------------------------------ | --------- |
| SP       | 1月2日  | 沖縄県渡嘉敷島         | 前川清の笑顔まんてんタビ好キ 新春スペシャル2025in沖縄        |           |
| #604     | 1月5日  | 沖縄県北中城村         | 「花とアートで彩られた村」沖縄県北中城村                     |           |
| #605     | 1月12日 | 鹿児島県伊佐市         | 「黄金の国ジパング 新たなる伝説！？」鹿児島県伊佐市          |           |
| #606     | 1月19日 | 鹿児島県日置市         | 「どっちなんだい！？パワー！！」鹿児島県日置市吹上町         |           |
| #607     | 1月26日 | 福岡県筑後市           | 「探そうベストカップル」福岡県筑後市井田                     |           |
| #608     | 2月2日  | 福岡県大川市           | 「ラッキースネーク」福岡県大川市                             |           |
| #609     | 2月9日  | 福岡県大任町           | 「七色の橋が呼ぶ素敵な出会い」福岡県大任町                   |           |
| #610     | 2月16日 | 福岡県北九州市八幡西区 | 「黒崎商店街のタビ リターンズ」北九州市八幡西区              |           |
| #611     | 2月23日 | 大分県豊後高田市       | 「求む！タビの守護神」大分県豊後高田市                       |           |
| #612     | 3月2日  | 大分県宇佐市           | 「するっと一気に地獄と極楽」大分県宇佐市                     |           |
| #613     | 3月9日  | 福岡県八女市           | 「Deep dive into 奥八女」福岡県八女市上陽町                  |           |
| #614     | 3月16日 | 福岡県水巻町           | 「町のふるさと大使が魅力発信！」福岡県遠賀郡水巻町           |           |
| #615     | 3月23日 | 熊本県玉名市           | 「寒さがつらいよ」熊本県玉名市                               |           |
| #616     | 3月30日 | 熊本県南関町           | 「な～んか気になってました」熊本県玉名郡南関町               |           |
| #617     | 4月6日  | 長崎県長崎市           | 「森のバターが町を救う！？」長崎県長崎市千々町               |           |
| #618     | 4月13日 | 佐賀県武雄市           | 「かわいい土人形が盛り上げた町」佐賀県武雄市                 |           |
| #619     | 4月20日 | 山口県山口市           | 「古代のお金が金運を呼ぶ！？」山口県山口市鋳銭司             |           |
| #620     | 4月27日 | 山口県下関市           | 「海岸線を望む癒やしのタビ路」山口県下関市豊浦町             |           |
| #621     | 5月4日  | 佐賀県吉野ヶ里町       | 「景観美に癒やされる麗しの集落」佐賀県神埼郡吉野ヶ里町       |           |
| #622     | 5月11日 | 福岡県糸島市           | 「滝のパワーで心身をリフレッシュ」福岡県糸島市白糸           | [ 注 11 ] |
| #623     | 5月18日 | 鹿児島県南九州市       | 「とったぞ！荒茶日本一」鹿児島県南九州市知覧町               |           |
| #624     | 5月25日 | 鹿児島県阿久根市       | 「空までニョキっと」 鹿児島県阿久根市                        |           |
| #625     | 6月1日  | 沖縄県今帰仁村         | 「ぬーんねんしが」沖縄県国頭郡今帰仁村                       |           |
| #626     | 6月8日  | 沖縄県豊見城市         | 「ジャーガルパワーでちゅらトマト」 沖縄県豊見城市            |           |
| #627     | 6月15日 | 長崎県東彼杵町         | 「玄関口から吠え～る」長崎県東彼杵郡東彼杵町                 |           |
| #628     | 6月22日 | 長崎県西海市           | 「今が旬！宝の海の夏季の牡蠣」長崎県西海市西彼町             |           |
| #629     | 6月29日 | 熊本県熊本市西区       | 「さわやかな香りに包まれたみかんの町」熊本県熊本市西区河内町 |           |
| #630     | 7月6日  | 熊本県熊本市東区       | 「ゆれても負けん！商店街」熊本県熊本市東区・健軍商店街       |           |
| #631     | 7月13日 | 福岡県苅田町           | 「ちょっと空に近い場所」福岡県京都郡苅田町                   |           |
| #632     | 7月20日 | 福岡県糸島市           | 「10年でランクアップ？」福岡県糸島市高祖                     |           |
| #633     | 7月27日 | 福岡県福岡市西区       | 「花の時 鯛の時」福岡市西区北崎地区                          |           |

## ネット局と放送時間
現在の放送局
| 放送対象地域 | 放送局              | 系列           | 放送期間        | 放送日時           | ネット状況 | 備考                      |
| ------------ | ------------------- | -------------- | --------------- | ------------------ | ---------- | ------------------------- |
| 福岡県       | 九州朝日放送（KBC） | テレビ朝日系列 | 2012年4月8日 -  | 日曜 12:00 - 12:55 | 制作局     |                           |
| 山口県       | 山口朝日放送（yab） | テレビ朝日系列 | 2013年4月7日 -  | 日曜 12:00 - 12:55 | 同時ネット | [ 注 35 ]                 |
| 長崎県       | 長崎文化放送（ncc） | テレビ朝日系列 | 2012年4月8日 -  | 日曜 12:00 - 12:55 | 同時ネット |                           |
| 熊本県       | 熊本朝日放送（KAB） | テレビ朝日系列 | 2012年4月14日 - | 日曜 12:00 - 12:55 | 同時ネット | [ 注 36 ]                 |
| 大分県       | 大分朝日放送（OAB） | テレビ朝日系列 | 2012年4月14日 - | 日曜 12:00 - 12:55 | 同時ネット | [ 注 37 ]                 |
| 鹿児島県     | 鹿児島放送（KKB）   | テレビ朝日系列 | 2014年4月5日 -  | 日曜 12:00 - 12:55 | 同時ネット | [ 注 38 ]                 |
| 沖縄県       | 琉球朝日放送（QAB） | テレビ朝日系列 | 2012年10月7日 - | 日曜 12:00 - 12:55 | 同時ネット | [ 注 39 ]                 |
| 京都府       | KBS京都（KBS）      | 独立局         | 2015年4月5日 -  | 金曜 19:00 - 19:55 | 遅れネット | [ 6 ] [ 注 40 ] [ 注 41 ] |

過去の放送局
| 放送対象地域 | 放送局     | 系列   | 放送期間                      | 放送日時           | ネット状況 | 備考            |
| ------------ | ---------- | ------ | ----------------------------- | ------------------ | ---------- | --------------- |
| 日本全域     | BSJapanext | BS放送 | 2022年3月31日 - 2023年6月29日 | 木曜 9:00 - 10:00  | 遅れネット | [ 注 42 ]       |
| 日本全域     | BS11       | BS放送 | 2024年5月1日 - 2025年3月27日  | 木曜 19:00 - 19:54 | 遅れネット | [ 7 ] [ 注 43 ] |

### ちょっと タビ好キ
現在の放送局
| 放送対象地域 | 放送局                   | 系列                                         | 放送期間        | 放送日時           | 備考                |
| ------------ | ------------------------ | -------------------------------------------- | --------------- | ------------------ | ------------------- |
| 福岡県       | 九州朝日放送（KBC）      | テレビ朝日系列                               | 2012年5月5日 -  | 金曜 11:15 - 11:45 | 制作局              |
| 山口県       | 山口朝日放送（yab）      | テレビ朝日系列                               | 2012年5月5日 -  | 木曜 10:55 - 11:25 | [ 注 45 ]           |
| 長崎県       | 長崎文化放送（ncc）      | テレビ朝日系列                               | 2020年4月25日 - | 不定期放送         |                     |
| 鹿児島県     | 鹿児島放送（KKB）        | テレビ朝日系列                               | 2013年4月4日 -  | 日曜 5:20 - 5:50   | [ 注 46 ] [ 注 47 ] |
| 広島県       | 広島ホームテレビ（HOME） | テレビ朝日系列                               | 2012年5月19日 - | 断続的に不定期放送 | [ 注 48 ]           |
| 熊本県       | 熊本朝日放送（KAB）      | テレビ朝日系列                               | 2013年1月19日 - | 断続的に不定期放送 |                     |
| 宮崎県       | テレビ宮崎（UMK）        | フジテレビ系列 日本テレビ系列 テレビ朝日系列 | 2014年10月6日 - | 月曜 10:25 - 10:55 |                     |
| 兵庫県       | サンテレビ（SUN）        | 独立局                                       | 2015年1月7日 -  | 火曜 18:00 - 18:30 | [ 注 49 ] [ 注 50 ] |
| 日本全域     | BS11                     | BS放送                                       | 2025年4月7日 -  | 月曜 17:59 - 18:27 |                     |

過去の放送局
| 放送対象地域 | 放送局                            | 系列           | 放送期間                       | 放送日時                     | 備考                |
| ------------ | --------------------------------- | -------------- | ------------------------------ | ---------------------------- | ------------------- |
| 新潟県       | 新潟テレビ21（UX）                | テレビ朝日系列 | 2012年12月11日 - 2013年2月26日 | 火曜 10:55 - 11:25           |                     |
| 石川県       | 北陸朝日放送（HAB）               | テレビ朝日系列 | 2015年12月17日 - 2016年1月27日 | 木曜 2:00 - 2:30（水曜深夜） |                     |
| 静岡県       | 静岡朝日テレビ（SATV）            | テレビ朝日系列 | 2012年10月3日 - 2020年6月27日  | 日曜 3:05 - 3:35（土曜深夜） | [ 注 51 ] [ 注 52 ] |
| 中京広域圏   | 名古屋テレビ放送（メ〜テレ・NBN） | テレビ朝日系列 | 2013年10月5日 - 2020年12月24日 | 金曜 4:30 - 4:55             | [ 注 53 ]           |
| 沖縄県       | 琉球朝日放送（QAB）               | テレビ朝日系列 | 2014年10月3日 - 2015年9月25日  | 金曜 9:55 - 10:25            |                     |
| 日本全域     | BS朝日                            | BS放送         | 2015年1月5日 - 2018年9月27日   | 木曜 23:00 - 23:54           | [ 注 54 ]           |

単発での放送実績
- 2012年8月5日に大分朝日放送（OAB・大分県）で5:20 - 5:50に放送（九州朝日放送で2012年5月6日放送分）された他、2013年7月22日 - 25日にも放送された。
- 2012年12月31日に朝日放送（ABC、当時。現：朝日放送テレビ。近畿広域圏）で4:50 - 5:20に放送（九州朝日放送で2012年4月22日放送分）。
- 2013年9月22日にメ〜テレ（NBN・中京広域圏）で12:00 - 12:55に放送（九州朝日放送で2013年8月11日放送分）。
- 2015年10月7日に長崎文化放送（ncc・長崎県）で11:10 - 11:40に放送。
- 2016年1月23日に愛媛朝日テレビ（eat・愛媛県）で15:05 - 16:30に放送（九州朝日放送で2016年1月3日放送分）。

## 備考
- 前川清が裏番組の『NHKのど自慢』にゲスト出演する日の対応については、原則休止となるか、もしくは前川不在の形で放送する場合がある。
  - 放送を休止する場合は、各局別に代替番組（再放送番組や『TVタックル』の臨時同時ネットなど）を放送する。また別の時間帯に振替放送される場合もある。ただし、『NHKのど自慢』が災害などによる特設ニュースで中断された後、改めて後日の同時刻に録画放送された場合は、本番組もそのまま放送することがあるため、裏被りが発生することがある。
    - 2021年12月19日の放送は、関東地区での地震による特設ニュースにより中断された前週の12月12日に放送の『NHKのど自慢』が九州・沖縄地区で同時間帯に振替放送され[注 55]、2022年1月9日にも全国向けに振替放送されたが、いずれも予定通り本番組が放送された。

  - 前川清不在の形で放送する場合は、息子の紘毅、娘の侑那、えとう窓口の3人が旅をする形で放送される（これまでには、2023年12月17日などが該当）。なお、2024年9月1日は、清がのど自慢の公開放送（山口県山口市）にゲスト出演する予定だったのが台風10号による影響で開催中止（内容差し替え）となったものの、紘毅・侑那・えとうのトリオでの旅を予定通り放送。
- 毎年11月第1日曜日の『全日本大学駅伝』（テレビ朝日・メ〜テレ共同制作）、11月第2日曜日の『福岡マラソン』、12月第1日曜日の『福岡国際マラソン』（2021年まではテレビ朝日と共同制作、2022年以降は九州朝日放送単独制作）が放送される日や、年末年始特別編成時も休止されるほか、オリンピック等で休止される場合がある[注 56]。